# Euroscepticism

Un afiș grec împotriva Uniunii Europene

Euroscepticismul este o poziție politică care critică Uniunea Europeană și integrarea europeană. Ea variază de la cei care se opun unor instituții și politici ale UE și caută reforme (eurorealism, eurocritic sau euroscepticism moderat), până la cei care se opun aderării la UE și văd UE ca ireformabilă (anti-unionism, anti-EUism sau euroscepticism dur). Opusul euroscepticismului este cunoscut sub numele de pro-europenism sau unionism european.
Principalii exponenți ai euroscepticismului cred că integrarea subminează suveranitatea națională și statul național, că UE este o organizație elitistă și lipsită de legitimitate democratică și transparență, că este prea birocratică și risipitoare, că încurajazează creșterea imigrației, sau este percepută ca fiind o organizație neoliberală care apără interesele elitei marilor corporații în detrimentul clasei muncitoare, că este responsabilă pentru austeritate și că încurajează privatizarea.
Euroscepticismul se regăsește în grupuri de-a lungul spectrului politic, atât pe stânga cât și pe dreapta, și adesea se regăsește în partidele populiste. Deși critică UE din multe dintre aceleași motive, euroscepticii populiști de stânga se concentrează pe problemele economice mai mult, precum criza datoriilor europene și pe Parteneriatul de Investiții și Comerț Transatlantic, în timp ce euroscepticii populiști de dreapta se concentrează mai mult pe naționalism și imigrație, precum criza refugiaților din 2015. Ascensiunea partidelor dreptei radicale începând cu anii 2000 este strâns legată de ascensiunea euroscepticismului.
Sondajele Eurobarometru asupra cetățenilor UE arată că încrederea în UE și instituțiile acesteia a scăzut puternic între 2007 și 2015. În acea perioadă, a fost constant sub 50%. Un sondaj din 2009 a arătat că sprijinul pentru aderarea la UE a fost cel mai scăzut în Regatul Unit, Letonia și Ungaria. Până în 2016, țările care priveau UE cel mai defavorabil erau Regatul Unit, Grecia, Franța și Spania. Referendumul din 2016 privind menținerea în Uniunea Europeană a Regatului Unit a dus la un vot de 51,9% în favoarea părăsirii UE (Brexit), decizie care a intrat în vigoare pe 31 ianuarie 2020.
Din 2015, încrederea în UE a crescut în majoritatea țărilor UE, ca urmare a scăderii ratelor șomajului și a sfârșitului crizei refugiaților. Un sondaj Eurobarometru după alegerile din 2019 a arătat că 68% dintre cetățeni susțin UE, cel mai înalt nivel din 1983; cu toate acestea, sentimentul că lucrurile merg într-o direcție greșită în UE a crescut la 50%. Încrederea în UE a crescut semnificativ la începutul pandemiei de COVID-19, cu niveluri care variau între statele membre.

## Motive
Principalele motive pentru apariția euroscepticismului include ideile că:
- Integrarea subminează suveranitatea și statul național;[7][8]
- UE este elitistă și lipsită de legitimitate democratică și transparență;[7][8]
- UE este prea birocratică și risipitoare;[7][9][10]
- Încurajează creșterea nivelului imigrației;[7]
- Este o organizație neoliberală care apără interesele elitelor marilor corporații în detrimentul clasei muncitoare;[11]
- UE este responsabilă pentru austeritate;[7]
- UE este responsabilă pentru privatizare.[12]

## Terminologie
Pot fi considerate că există mai multe tipuri diferite de gândire eurosceptică, care diferă în măsura în care aderenții resping integrarea între statele membre ale UE și în motivele pentru care o fac. Aleks Szczerbiak și Paul Taggart au descris două dintre acestea drept euroscepticism dur și moderat (sau ușor). În același timp, unii savanți au spus că nu există o linie clară între presupusul euroscepticism dur și moderat. Cas Mudde și Petr Kopecky au spus că, dacă linia de demarcație este numărul și la ce politici se opune un partid, atunci se pune întrebarea la câte trebuie să se opună un partid și cărora ar trebui să se opună un partid, ceea ce îi face eurosceptici duri în loc de moderați.

### Euroscepticism dur
Potrivit lui Taggart și Szczerbiak, euroscepticismul dur, sau anti-EU-ismul, este „în principiu opoziția față de UE și integrarea europeană și prin urmare poate fi întâlnit la partidele care cred că țările lor ar trebui să se retragă din UE, sau ale căror politici față de UE echivalează cu a fi opuse întregului proiect de integrare europeană așa cum este conceput în prezent”. Grupul Europa Libertății și Democrației Directe din Parlamentul European (2014-2019) a manifestat un euroscepticism dur, dar după alegerile europene din 2019 grupul a fost dizolvat din cauza numărului mic de membrii, cum cel mai mare membru al său, Partidul Brexit s-a retras din grup imediat după retragerea formală a Marii Britanii din UE.

Unii eurosceptici duri consideră că poziția lor este mai degrabă pragmatică decât un principiu. În plus, Tony Benn, un parlamentar de stânga din partea Partidului Laburist care s-a luptat împotriva integrării europene în 1975 opunându-se aderării la Comunitatea Europenă la referendumul din acel an pe această temă, și-a subliniat opoziția față de xenofobie și sprijinul său pentru democrație, spunând: „Părerea mea despre Uniunea Europeană nu a fost întotdeauna că sunt ostil străinilor, ci că sunt în favoarea democrației... Cred că ei construiesc un imperiu acolo, vor să fim parte a imperiului lor iar eu nu vreau asta.”

Drapelul „EUSSR” este comun în rândul euroscepticilor duri de dreapta care încearcă să compare Uniunea Europeană cu Uniunea Sovietică.

Președintele ceh, Václav Klaus, a respins termenul de euroscepticism pentru pretinsele sale accente negative, spunând, la o întâlnire din aprilie 2012, că expresiile pentru un eurosceptic și pentru oponentul lor ar trebui să fie „un eurorealist” și, respectiv, cineva care este „euronaiv”. François Asselineau de la Uniunea Republicană Populară franceză a criticat utilizarea termenului „sceptic” pentru a descrie euroscepticii duri și ar susține mai degrabă utilizarea termenului „oponent euro”. El consideră că folosirea termenului „sceptic” pentru euroscepticii moderați este corectă, deoarece alte partide eurosceptice din Franța „doar critică” UE, fără a ține cont de faptul că Tratatul de la Roma poate fi modificat doar cu un acord unanim al toate statele membre UE, lucru pe care el consideră imposibil de realizat.

### Euroscepticism moderat
Euroscepticismul moderat reflectă sprijinul pentru existența, apartenența, sau o formă de Uniune Europeană dar în opoziție cu politicile specifice ale UE, sau în spusele lui Taggart și Szczerbiak, „acolo unde NU există o obiecție de principiu față de integrarea europeană sau aderarea la UE, dar în cazul în care preocupările cu privire la unul (sau un număr) de domenii de politică conduc la exprimarea unei opoziții calificate față de UE sau unde există sentimentul că „interesul național” este în prezent în contradicție cu traiectoria UE”.
Atât grupul Conservatorilor și Reformiștilor Europeni, dominat de partidul polonez de dreapta Lege și Justiție, cât și Grupul Confederal al Stângii Unite Europene, care este o alianță a partidelor de stânga în Parlamentul European, afișează un euroscepticism moderat. Grupul Conservatorilor și Reformiștilor nu folosește el însuși descrierile euroscepticism sau euroscepticism moderat și, în schimb, își descrie poziția ca fiind una a eurorealismului, o distincție descrisă de Leruth ca fiind una „destul de subtilă, dar care nu trebuie ignorată”, având în vedere asocierea termenului de euroscepticism cu „dezintegrarea europeană”. Leruth descrie eurorealismul drept „o viziune pragmatică, antifederalistă și flexibilă a integrării europene în care predomină principiul subsidiarității, care urmărește reformarea cadrului instituțional actual pentru a extinde rolul parlamentelor naționale în procesul decizional”. Steven afirmă că „Eurorealismul este o formă de conservatorism, în primul rând, mai degrabă decât o formă sau euroscepticism, chiar dacă, evident, are foarte mult și tendințe eurosceptice „moderate” care sunt prezente într-un număr de partide membre CRE”.

### Antieuropenism
Deși există unele suprapuneri, euroscepticismul și antieuropenismul sunt diferite. Euroscepticismul este critica la adresa Uniunii Europene (UE) și a integrării europene. Antieuropenismul este sentimentul sau politicile de opoziție față de Europa. De exemplu, excepționalismul american din Statele Unite a condus mult timp la critici la adresa politicii interne europene, cum ar fi dimensiunea statului bunăstării în țările europene, și a politicii externe, cum ar fi țările europene care nu au susținut Invazia Irakului din 2003 condusă de SUA.

### Alți termeni
Unii experți consideră că diferența treptată de terminologie dintre euroscepticismul dur și cel moderat este inadecvată pentru a se adapta la marile diferențe în ceea ce privește agenda politică; euroscepticismul dur a fost denumit și eurofobie, spre deosebire de simplu euroscepticism. Alte denumiri alternative pentru euroscepticismul dur și moderat includ retragelist și, respectiv, reformist.

## Sondaje Eurobarometru
Un sondaj din noiembrie 2015, realizat de TNS Opinion and Social în numele Comisiei Europene, a arătat că, în întreaga UE, imaginea pozitivă a UE a scăzut de la un nivel maxim de 52% în 2007 la 37% în toamna anului 2015; aceasta se compară cu 23% cu o imagine negativă a UE și 38% cu o imagine neutră. Aproximativ 43% dintre europeni au considerat că lucrurile „merg în direcția greșită” în UE, comparativ cu 23% care credeau că lucrurile merg „în direcția corectă” (11% „nu știu”).Aproximativ 32% dintre cetățenii UE tind să aibă încredere în UE ca instituție, iar aproximativ 55% nu tind să aibă încredere în ea (13% „nu știu”). Neîncrederea în UE a fost cea mai mare în Grecia (81%), Cipru (72%), Austria (65%), Franța (65%), Regatul Unit  și Republica Cehă (ambele 63%). În general, mai mulți respondenți nu au avut încredere în propriul guvern (66%) decât în UE (55%). Neîncrederea în guvernul național a fost cea mai mare în Grecia (82%), Slovenia (80%), Portugalia (79%), Cipru (76%) și Franța (76%).

Un sondaj Eurobarometru realizat cu patru zile înainte și șase zile după alegerile prezidențiale din Statele Unite ale Americii din 2016 a dezvăluit că victoria surpriză a lui Donald Trump a provocat o creștere a popularității UE în Europa. Creșterea a fost cea mai puternică în rândul dreptei politice și printre respondenții care și-au perceput țara ca fiind în dificultate economică.
     91–100%
     81–90%
     71–80%
     61–70%
     51–60%

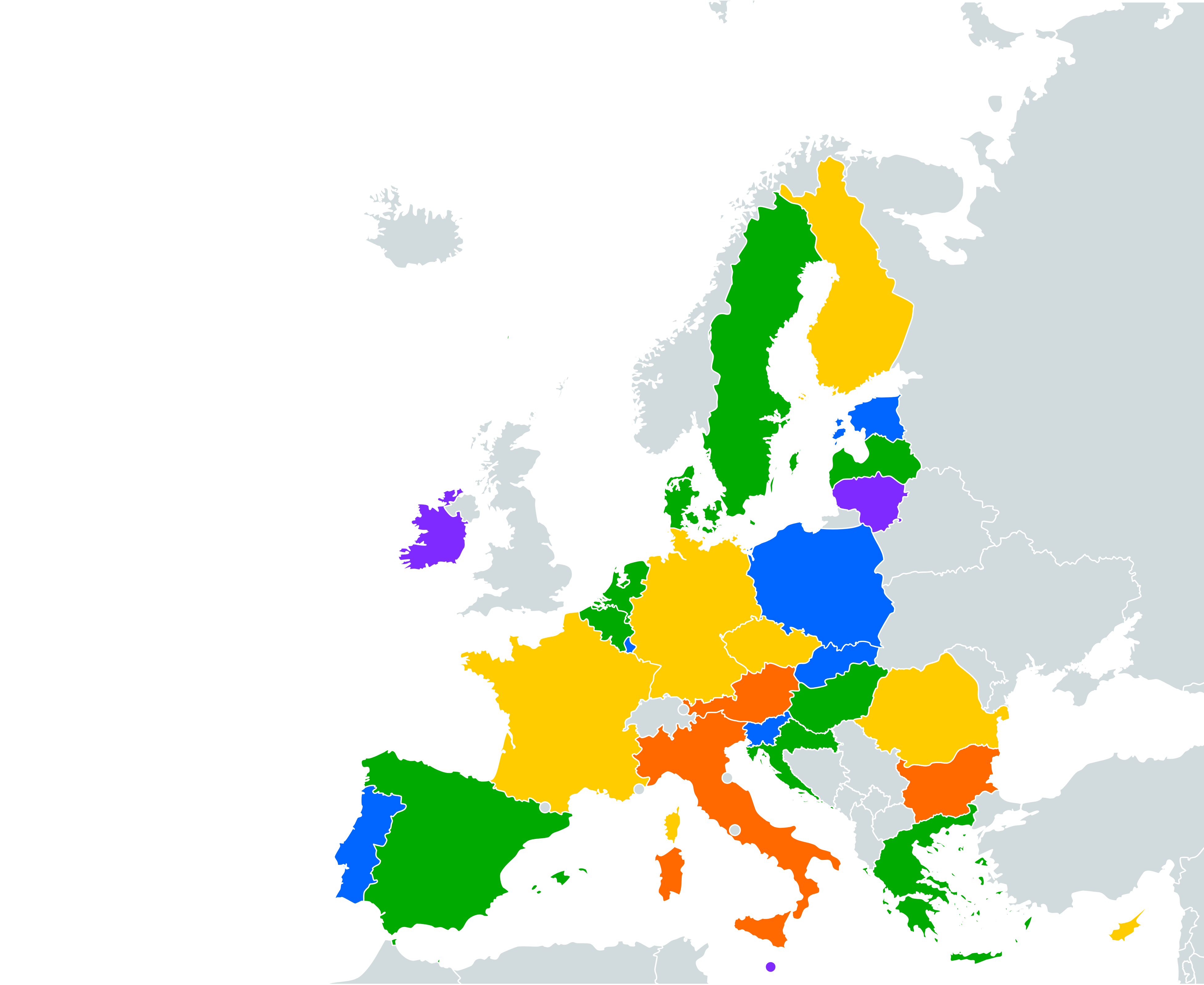
De la sondajul Eurobarometru din 2023, la întrebarea „Ținând cont de toate, ați spune că [ȚARA NOASTRA] a beneficiat sau nu în general de a fi membru al UE?”, intervievatul a răspuns „Beneficiat” cu următoarele procente:
91–100%
81–90%
71–80%
61–70%
51–60%

Un sondaj realizat în aprilie 2018 pentru Parlamentul European de Kantar Public Consulting a constatat că sprijinul pentru UE a fost „cel mai mare scor măsurat vreodată din 1983”. Sprijinul pentru UE a crescut în 26 din 28 de țări UE, cu excepții Germania și Regatul Unit, unde sprijinul a scăzut cu aproximativ 2% față de sondajul anterior. Aproape jumătate (48%) dintre cei 27.601 de cetățeni ai UE chestionați au fost de acord că vocea lor contează în UE, în creștere față de 37% în 2016, în timp ce 46% nu au fost de acord cu această afirmație. Două treimi (67%) dintre respondenți au considerat că țara lor a beneficiat de aderarea la UE și 60% au spus că a fi parte a blocului este un lucru bun, spre deosebire de 12% care au simțit contrariul. În apogeul crizei financiare și economice ale UE din 2011, doar 47% au fost de părere că aderarea la UE este un lucru bun. Sprijinul pentru aderarea la UE a fost cel mai mare în Malta (93%), Irlanda (91%), Lituania (90%), Polonia (88%), Luxemburg (88%), Estonia (86%) și Danemarca (84%). și cel mai scăzut în Grecia (57%), Bulgaria (57%), Cipru (56%), Austria (54%), Regatul Unit (53%) și Italia (44%).
La întrebarea care sunt problemele care ar trebui să fie prioritare pentru Parlamentul European, respondenții la sondaj au ales terorismul drept cel mai presant subiect de discuție, înaintea șomajului în rândul tinerilor și a imigrației. Nu toate țările au împărtășit aceleași priorități. Imigrația se află în fruntea listei în Italia (66% dintre cetățenii chestionați au considerat-o o problemă prioritară), Malta (65%) și Ungaria (62%), dar combaterea șomajului în rândul tinerilor și sprijinul pentru creșterea economică au fost preocupările principale în Spania, Grecia, Portugalia, Cipru și Croația. Protecția socială a cetățenilor a fost principala preocupare pentru respondenții olandezi, suedezi și danezi.
Eurobarometrul din aprilie 2019 a arătat că, în ciuda provocărilor din ultimii ani și în cazuri precum dezbaterea în curs despre Brexit, chiar și din cauza acestuia, sentimentul european de unitate nu slăbise, 68% dintre respondenții din UE27 crezând că țările lor au beneficiat de a face parte din UE, un nivel istoric ridicat din 1983. Pe de altă parte, mai mulți europeni (27%) au fost nesiguri și au văzut UE ca „nici un lucru bun, nici un lucru rău”, o creștere în 19 țări. În ciuda atitudinii generale pozitive față de UE, dar în concordanță cu incertitudinea exprimată de un număr tot mai mare de europeni, sentimentul că lucrurile nu merg în direcția corectă atât în UE, cât și în propriile țări a crescut la 50% în media UE. din septembrie 2018.
Sondajul Eurobarometru 93.1 s-a desfășurat în întreaga Europă când summitul Consiliului European a ajuns la un acord politic privind un fond de redresare economică pandemică (numit mai târziu Next Generation EU) pe 21 iulie 2020. O comparație a răspunsurilor Eurobarometru adunate înainte de această decizie fundamentală și interviuri efectuate la scurt timp ulterior indică faptul că aprobarea de către Consiliul European a ajutorului economic din cauza pandemiei a sporit sprijinul popular pentru ajutorul pentru redresarea economică din cauza COVID-19 - dar numai în rândul europenilor care consideră factorii de decizie din UE ca fiind de încredere.

## Istorie în Parlamentul European

### 1999–2004
Un studiu a analizat rezultatele voturilor celui de-al cincilea Parlament European și ale grupurilor clasate, concluzionand: „În partea de sus a cifrei se află partidele mai pro-europene (PSE, PPE-DE și ALDE), în timp ce în partea de jos a figura sunt partidele mai anti-europene (EUL/NGL, G/EFA, UEN și EDD).

### 2004–2009
În 2004, 37 de membri ai Parlamentului European (eurodeputați) din Regatul Unit, Polonia, Danemarca și Suedia au fondat un nou grup al Parlamentului European numit „Independență și Democrație” din vechiul grup Europa Democrațiilor și Diversităților (EDD).
Scopul principal al grupului ID a fost respingerea tratatului propus de stabilire a unei constituții pentru Europa. Unele delegații din cadrul grupului, în special cea de la UKIP, au susținut, de asemenea, retragerea completă a țării lor din UE, în timp ce altele au dorit doar să limiteze în continuare integrarea europeană.

### Alegerile din 2009
Alegerile din 2009 au înregistrat o scădere semnificativă a sprijinului în unele zone pentru partidele eurosceptice, astfel de europarlamentari din Polonia, Danemarca și Suedia pierzându-și locurile. În Marea Britanie, partidul eurosceptic UKIP a obținut locul al doilea în alegeri, terminând înaintea Partidului Laburist, aflat la guvernare, iar Partidul Național Britanic (BNP) a câștigat primii doi deputați europeni. Deși noi membri s-au alăturat grupului ID din Grecia și Țările de Jos, nu era clar dacă grupul se va reforma în noul parlament.
Grupul ID s-a reformat, luând numele de Europa Libertății și Democrației (EFD) și este reprezentat de 32 de europarlamentari din nouă țări.

### Alegerile din 2014
Alegerile din 2014 au avut un mare vot anti-establishment în favoarea partidelor eurosceptice, care au ocupat aproximativ un sfert din locurile disponibile. Cele care au venit primele la alegerile lor naționale au inclus: UKIP în Marea Britanie (prima dată din 1906 când un partid, altul decât cel al Laburiștilor sau Conservatorilor, a câștigat un vot național), Frontul Național din Franța, Partidul Popular din Danemarca și Syriza din Grecia. Locurile secunde au fost ocupate de Sinn Féin în Irlanda și Mișcarea Cinci Stele din Italia. Herman Van Rompuy, Președintele Consiliului European, a convenit în urma alegerilor să reevalueze agenda zonei economice și să lanseze consultări pe viitoarele domenii de politică cu cele 28 de state membre.

### Alegerile din 2019
La alegerile din 2019 partidele de centru-stânga și de centru-dreapta au suferit pierderi semnificative, inclusiv pierderea majorității lor generale, în timp ce partidele verzi, liberale pro-UE și unele eurosceptice de dreapta au înregistrat câștiguri semnificative. Cei care au ajuns pe primul loc la alegerile lor naționale au fost: Partidul Brexit din Marea Britanie (care a fost lansat abia pe 12 aprilie 2019 de fostul lider al UKIP Nigel Farage), Adunarea Națională din Franța (fostul partid Frontul Național până în iunie 2018), Fidesz în Ungaria, Lega în Italia și Lege și Justiție în Polonia. Au existat, de asemenea, scăderi notabile pentru Partidul Popular Danez (anterior, a fost lider în alegerile europene din 2014). În timp ce Vox a intrat cu 3 locuri, primul partid eurosceptic din Spania și partidul belgian Vlaams Belang a câștigat locul al doilea după rezultatul slab din 2014.

### Alegerile din 2024
La alegerile din 2024, 24 de state ale UE au ales cel puțin un membru dintr-un grup eurosceptic (Conservatorii și Reformiștii Europeni, Patrioți pentru Europa sau Europa Națiunilor Suverane). Cele trei excepții au fost Irlanda, Malta și Slovenia.

## În rândul statelor membre

### Austria
Partidul Libertății din Austria (FPÖ), fondat în 1956, este un partid populist de dreapta care în mare este susținut de către persoanele tinere și muncitori. În 1989, și-a schimbat poziția față de UE la euroscepticism. S-a opus aderării Austriei la UE în 1994, și s-a opus introducerii monedei euro în 1998. Partidul ar dori ca Austria să părăsească UE dacă aceasta va deveni o federație, sau dacă Turcia aderă. FPÖ a obținut 20-27% din voturi la alegerile naționale în anii 90, și mai recent a obținut 18% în 2008. După alegerile legislative din 2017, a obținut 51 din cele 183 de locuri din Consiliul Național, 16 din cele 62 de locuri din Consiliul Federal, și 4 din cele 19 locuri ale delegației austriece în Parlamentul European. La alegerile europarlamentare din 2024, FPÖ a obținut 6 din cele 19 locuri ale delegației austriece, câștigând la nivel național alegerile.
Bündnis Zukunft Österreich (BZÖ), fondat în 2005, este un partid social-conservator care dintodeauna a avut elemente eurosceptice. În 2011, partidul a susținut deschis părăsirea zonei euro, și în 2012 a anunțat că sprijină retragerea deplină a Austriei din Uniunea Europeană. De asemenea, partidul a cerut un referendum în legătură cu Tratatul de la Lisabona. În sondaje în general partidul a fost creditat la 10-15%, totuși într-un stat a obținut 45% la votul din 2009. De la alegerile din 2017, acesta nu a reușit să câștige niciun loc în Consiliul Național, cel Federal și Parlamentul European.

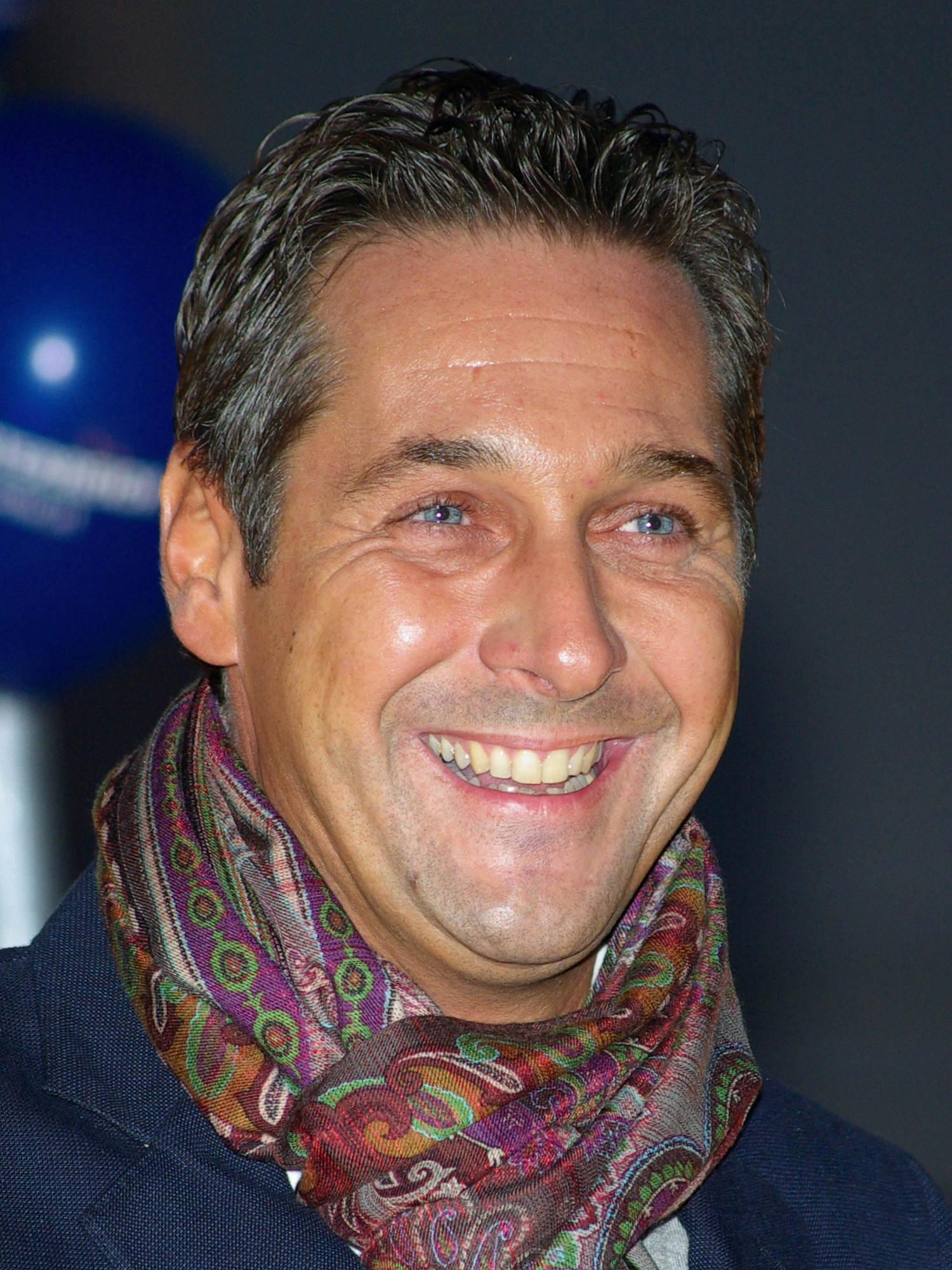
Heinz-Christian Strache, fost lider al partidului dur eurosceptic austriac FPÖ

Team Stronach, fondat în 2012, a militat pentru reformarea Uniunii Europene, precum și pentru înlocuirea euro cu un euro austriac. În 2012, a primit în mod regulat un sprijin de 8-10% în sondajele naționale. Politicieni din multe partide diferite (inclusiv Partidul Social Democrat și BZÖ), precum și independenți anteriori și-au schimbat credința față de noul partid după creare. La două alegeri locale din martie 2013, a câștigat 11% din voturi în Carintia și 10% din voturi în Austria Inferioară. S-a dizolvat în 2017.
Ewald Stadler, un fost membru al FPÖ (mai târziu în BZÖ) a fost foarte eurosceptic, dar în 2011 a devenit europarlamentar datorită Tratatului de la Lisabona. Anterior Stadler acceptase locul, acest lucru a dus la critici mari din partea lui Jörg Leichtfried (SPÖ) spunând că „Stadler vrea doar să-și salveze cariera politică” deoarece Stadler anterior menționase că niciodată nu ar accepta un loc de eurodeputat dacă asta s-ar datora numai Tratatului de la Lisabona. Pe 23 decembrie 2013 a fondat un partid conservator și eurosceptic numit Reforma Conservatorilor, între timp a devenit inactiv din iunie 2016.
La alegerile pentru Parlamentul European din 2014, FPÖ și-a mărit votul la 19,7% (în creștere cu 7,0%), obținând 2 noi eurodeputați, făcând un total de 4; partidul a ajuns pe locul al treilea, în spatele ÖVP și SPÖ. EU-STOP (alianța electorală a Partidului Retragere din UE și a Federației Neutre a Austriei Libere) care a obținut 2,8%, fără locuri, iar Conservatorii Reformei 1,2%, Team Stronach nu a prezentat niciun candidat.
La alegerile pentru Parlamentul European din 2019, FPÖ s-a clasat pe locul 3 cu 17,2% din voturi, ceea ce a fost doar ușor în scădere față de 2014, în ciuda unui scandal care se presupune că promitea contracte publice unei femei care se dădea drept susținător al Rusiei. Acest lucru a precipitat prăbușirea coaliției de guvernământ și au fost convocate noi alegeri.
La alegerile pentru Parlamentul European din 2024, FPÖ s-a clasat pe primul loc cu 25,36% din voturi, o creștere semnificativă față de 2019.

### Belgia
Potrivit Eurostat, în toamna lui 2018, 44% dintre belgieni au declarat că nu au încredere în Uniunea Europeană. Principalul partid eurosceptic din Belgia este partidul de dreapta Vlaams Belang (Interesul Flamand) care este activ în partea vorbitoare de neerlandeză a Belgiei, în orice caz, partidul de stânga PTB-PVDA de asemenea se opune majorității temelor legate de UE, în principal austeritatea și politica socială. La alegerile europarlamentare din 2014, Vlaams Belang a pierdut peste jumătate din votul primit anterior, înregistrând 4,3% (cu 5,5% mai puțin) și pierzând 1 din cei 2 eurodeputați. În ciuda prezenței partidelor eurosceptice pe scena politică belgiană, profilul acestora rămâne relativ scăzut, Belgia fiind predominată de partide pro-europene.
În 2019, Vlaams Belang a declarat în programul său pentru alegerile pentru Parlamentul European din 2019 că se opune creării unui stat european, ar dori să schimbe Uniunea Economică și Monetară a UE și să pună capăt spațiului Schengen și refuză aderarea Turciei la UE. Mai pe scară largă, argumentele eurosceptice ale Vlaams Belang se bazează pe patru piloni:
1. pierderea suveranității (precum suveranitatea economică sau asupra ordinii juridice obligatorii);
2. costurile financiare ale Uniunii Europene;
3. mai puține prerogative pentru Uniunea Europeană;
4. părăsirea zonei euro (chiar dacă în 2019 partidul și-a schimbat linia și acum vrea să reformeze euro).[79] În timpul alegerilor europarlamentare din 2019, Vlaams Belang a obținut câștiguri substanțiale în ambele și s-a clasat pe locul doi în regiunea flamandă. La începutul anului 2019, partidul a fost înscris în grupul Alianței Europene a Popoarelor și Națiunilor din Parlamentul European.

Noua Alianță Flamandă (N-VA) este un partid ușor eurosceptic în regiunea belgiană vorbitoară de neerlandeză. Înainte de 2010, N-VA era un partid pro-european și a sprijinit ideea de o confederație europeană democratică, dar după și-a alterat politica către o poziție mai sceptică în ceea ce privește integrarea europeană iar acuma cere mai multă transparență democratică în ceea ce privește UE, schimbarea politică comune europene de azil și reformarea zonei euro. N-VA a obținut 26,8% din voturi și 4 din cele 12 locuri în colegiul din Flandra (21 de eurodeputați pentru Belgia) la alegerile europarlamentare din 2014. În aprilie 2019, s-a alăturat grupului Conservatorilor și Reformiștilor Europeni din Parlamentul European, și poate fi considerat un partid moderat eurosceptic.
În partea francofonă a Belgiei (Valonia), există patru partide eurosceptice. Primul este Mișcarea Națiune, un partid de extremă dreaptă care a fost membru al Alianței pentru Pace și Libertate în Parlamentul European. Al doilea este Frontul Național, tot un partid de extremă dreapta care critică birocrația europeană, intenționează să garanteze și să păstreze independența națională și libertatea într-o Europă eliberată; reafirmă și rădăcinile creștine ale Europei. Al treilea este Partidul Popular, clasificat ca fiind de dreapta sau extremă dreapta. În programul său pentru alegerile europene din 2019, Partidul Popular propune desființarea Comisiei Europene, reducerea numărului de parlamentari europeni și lupta împotriva directivei detașării lucrătorilor. Pentru acest partid, UE trebuie să fie condusă de un președinte ales prin vot universal cu competențe clare, dar limitate. De asemenea, vrea să renegocieze tratatele Uniunii Europene, să restrângă activismul judiciar al Curții Europene a Drepturilor Omului. Se declară împotriva Global Compact for Migration. Ultimul este Partidul Libertarian. La începutul lui 2019, partidul urmărea să reducă competențele Comisiei Europene, să desființeze Politica Agricolă Comună, să abandoneze proiectele comune de apărare, să simplifice procedura de ieșire din Uniunea Europeană, să respingă federalism și să interzică Uniunii Europene să dirijeze politica economică, fiscală sau socială. În cele din urmă, Partidul Muncitorilor din Belgia este un partid electoral și unitar. De asemenea, intenționează să revizuiască tratatele europene considerate prea liberale. Una dintre sloganurile partidului este „Stânga care ustură, împotriva Europei banilor”.

### Bulgaria

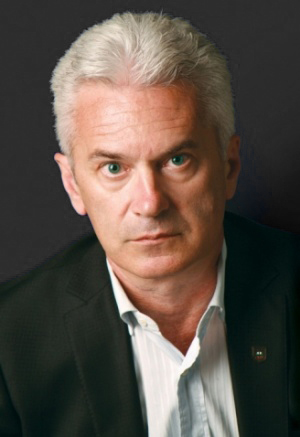
Volen Siderov, liderul partidului eurosceptic bulgar Atac

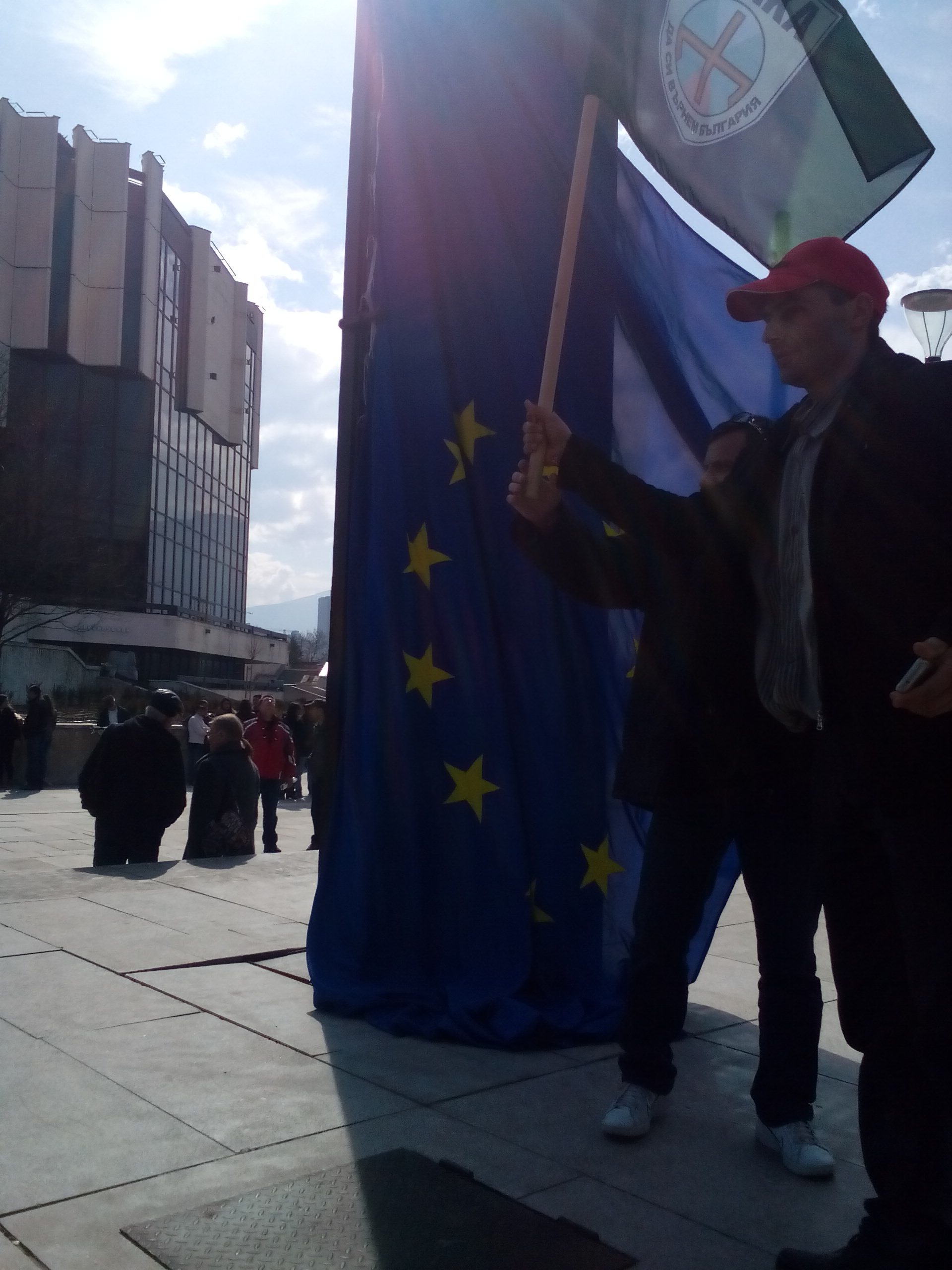
Drapelul european din Bulgaria dărâmat de susținătorii partidului eurosceptic Atac

Partidele cu viziuni eurosceptice sunt NFSB, Atac, și VMRO – BND, membru al grupului eurosceptic al Conservatorilor și Reformiștilor Europeni. Ministrul finanțelor din Bulgaria, Simeon Djankov, a declarat în 2011 că aderarea la ERM II pentru a intra în zona euro va fi amânată până după stabilizarea crizei zonei euro.
La alegerile pentru Parlamentul European din 2014 Bulgaria a rămas în mare parte pro-UE, partidul eurosceptic Atac primind 3% din voturi, în scădere cu 9%, cu grupul dispărțit Frontul Național pentru Salvarea Bulgariei luând 3%; niciunul dintre partide nu a reușit să trimită un europarlamentar. O coaliție între VMRO – BND și Bulgaria Fără Cenzură a asigurat un loc de europarlamentar pentru Angel Dzhambazki de la IMRO, care este un eurosceptic dur.
Adepții partidului eurosceptic Atac au dărâmat și călcat în picioare drapelul european pe 3 martie 2016 la o adunare a partidului în capitala Bulgariei Sofia, dedicată comemorării celei de a 138-a aniversare a eliberării Bulgariei de sub Imperiul Otoman.
La alegerile europarlamentare din 2019, Bulgaria a rămas în mod copleșitor pro-UE, partidul de centru-dreapta GERB câștigând cu 31% din voturi în timp ce partidul socialist BSP a obținut 26%.
De la Criza politică din Bulgaria din 2021-2023, partidul de extremă dreapta dur eurosceptic Renașterea a luat locul Ataka, obținând 13% la cele mai recente alegeri, cele din 2024.

### Croația
Partidele cu viziuni eurosceptice sunt în mare cu un profil scăzut în Croația, există totuși partide mici de dreapta precum Partidul Croat al Drepturilor, Partidul Croat al Drepturilor dr. Ante Starčević, Partidul Pur al Drepturilor din Croația, Partidul Autohton Croat al Drepturilor, Partidul Creștin Democrat Croat și Doar Croația - Mișcarea pentru Croația.
Singurul partid parlamentar care a fost vocal eurosceptic a fost Scutul Uman care a câștigat 5 din 151 de locuri la alegerile parlamentare din 2016. Poziția lor este în general considerată a oscila între euroscepticismul dur și cel moderat; solicită o reformă profundă a UE, astfel încât toate statele membre să fie perfect egale.
La alegerile europarlamentare din 2019, Scutul Uman a obținut primul său fotoliu de europarlamentar cu 6% din voturi, poziționându-se pe locul 5.
La algerile parlamentare din 2020 și cele din 2024, partidul eurosceptic Mișcarea Patria a reușit să intre în parlamentul croat, obținând în 2020 16 din cele 151 de locuri, respectiv 14 din cele 151 de locuri în 2024. De asemenea, la alegerile europarlamentare din 2024, Mișcarea Patria a trimis un eurodeputat în parlament, acesta făcând partea din grupul Conservatorilor și Reformiștilor Europeni.

### Cipru
Partidele cu viziuni eurosceptice în Cirpu sunt Partidul Progresist al Poporului Muncitor și ELAM.
La alegerile europarlamentare din 2019, au fost puține schimbări din punct de vedere politic – conservatorii au câștigat la limită, partidul DISY câștigând 2 locuri cu 29%, urmat de socialiștii de la AKEL (27,5%, 2 locuri), partidele eurosceptice nu au obținut niciun loc.
La alegerile europarlamentare din 2024, cele două partide principale, DISY și AKEL, și au păstrat pozițiile de vârf în politica cipriotă, DISY rămânând cu 2 mandate, AKEL pierzând un mandat. Partidul eurosceptic ELAM a reușit să trimită pentru prima dată în Parlamentul European un eurodeputat, obținând 11,2% din voturi.

### Cehia

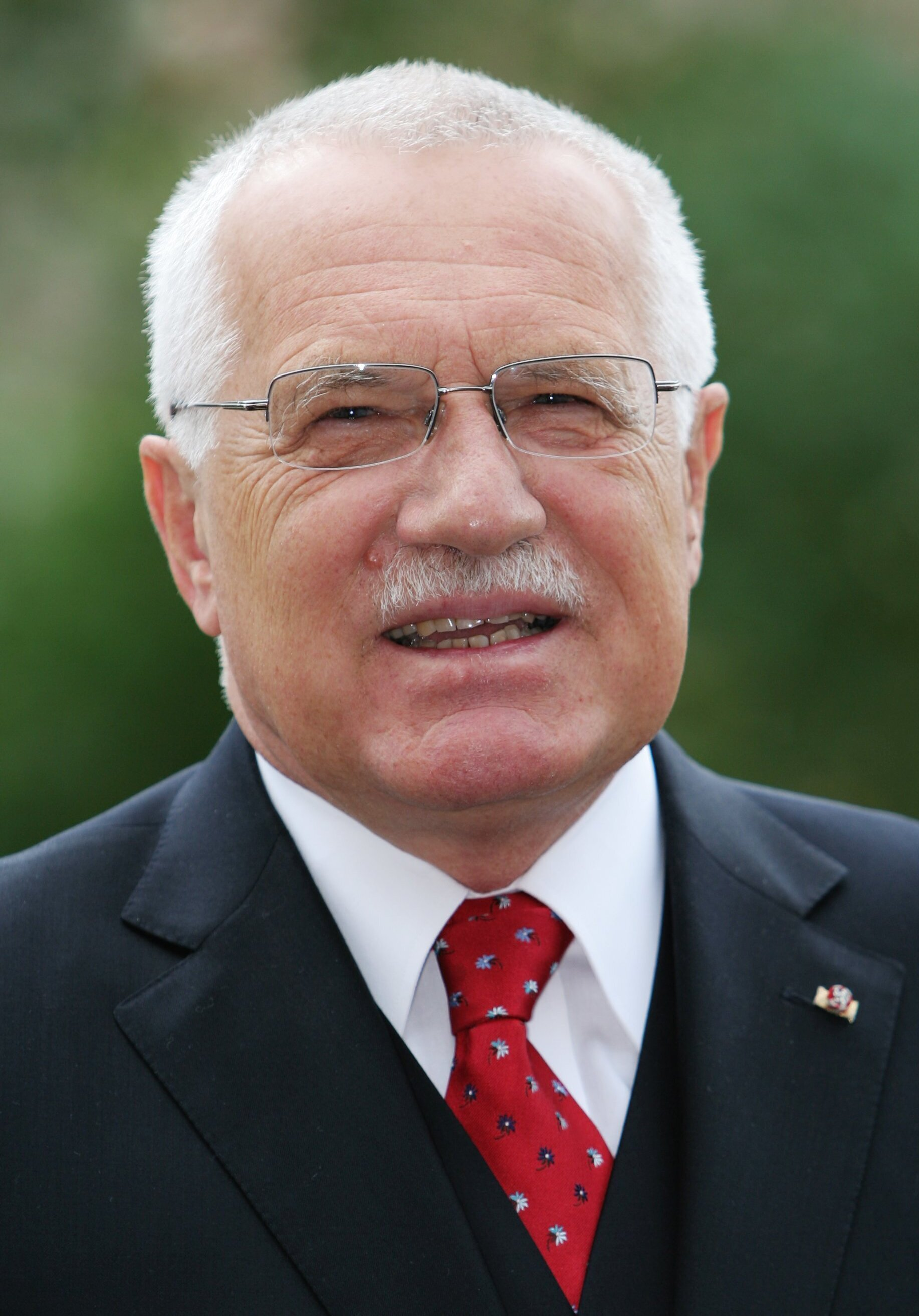
Václav Klaus, fostul Președinte al Republicii Cehe eurosceptic.

În mai 2010, președintele ceh Václav Klaus a spus că „nu trebuie să grăbească aderarea la zona euro”.
Petr Mach, un economist, un apropiat al președintelui Václav Klaus și membru al Partidului Civic Democrat între 1997 și 2007, a fondat Partidul Cetățenilor Liberi în 2009. Partidul își propunea să atragă în principal alegătorii nemulțumiți din Partidul Civic Democrat. La momentul ratificării Tratatului de la Lisabona, aceștia făceau campanie activă împotriva acestuia, susținuți de președintele Vaclav Klaus, care a cerut cedări, cum ar fi fost acordate Regatului Unit și Poloniei, spre deosebire de Guvernarea Partidului Civic Democrat, care l-a susținut în Camera Deputaților. După ratificarea tratatului, partidul lui Mach este în favoarea retragerii definitive din Uniunea Europeană. La alegerile pentru Parlamentul European din 2014, Partidul Cetățenilor Liberi a câștigat un mandat și s-a aliat cu UKIP în Europa Libertății și Democrației Directe (EFD).
Alegerile parlamentare din 2017 au adus în parlament un partid eurosceptic moderat, Partidul Civic Democrat  (ODS) (11%), și două partide dur eurosceptice, partidul de extremă dreapta Libertate și Democrație Directă (SPD) (11%) și Partidul Comunist din Boemia și Moravia (KSČM) (8%) de extremă stânga. 
Un sondaj din aprilie 2016 al Institutului CVVM a indicat că 25% dintre cehi au fost mulțumiți de apartenența la UE, în scădere față de 32% în anul precedent.
Dividende în valoare de 270 de miliarde de coroane cehe au fost plătite proprietarilor străini ai companiilor cehe în 2017, care a devenit o problemă politică în Republica Cehă.
La alegerile pentru Parlamentul European din 2019, Partidul Civic Democrat și-a văzut cota de vot crescând la 15%, iar locurile sale s-au dublat de la 2 la 4. Partidul Libertate și Democrație Directă a ocupat 2 locuri cu 9% din voturi. KSČM a scăzut cu 2 locuri, lăsându-l cu doar unul și o cotă de voturi de 7%
La alegerile pentru Parlamentul European din 2024, coaliția condusă de Partidul Civic Democrat a obținut 22% și 6 mandate din cele 21 ale delegației din Parlamentul European. Partidul Libertate și Democrație a pierdut un loc, rămânând cu un fotoliu de eurodeputat și 6% din voturi, iar coaliția condusă de  KSČM a câștigat 2 mandate cu 10% din voturi. De asemenea, formațiunea ANO 2011 a fostului premier Andrej Babiš a adoptat o poziție mai eurosceptică în ultimii ani, această formațiune după alegeri părăsind grupul Renew Europe pentru a se alătura grupului Patrioți pentru Europa.

### Danemarca

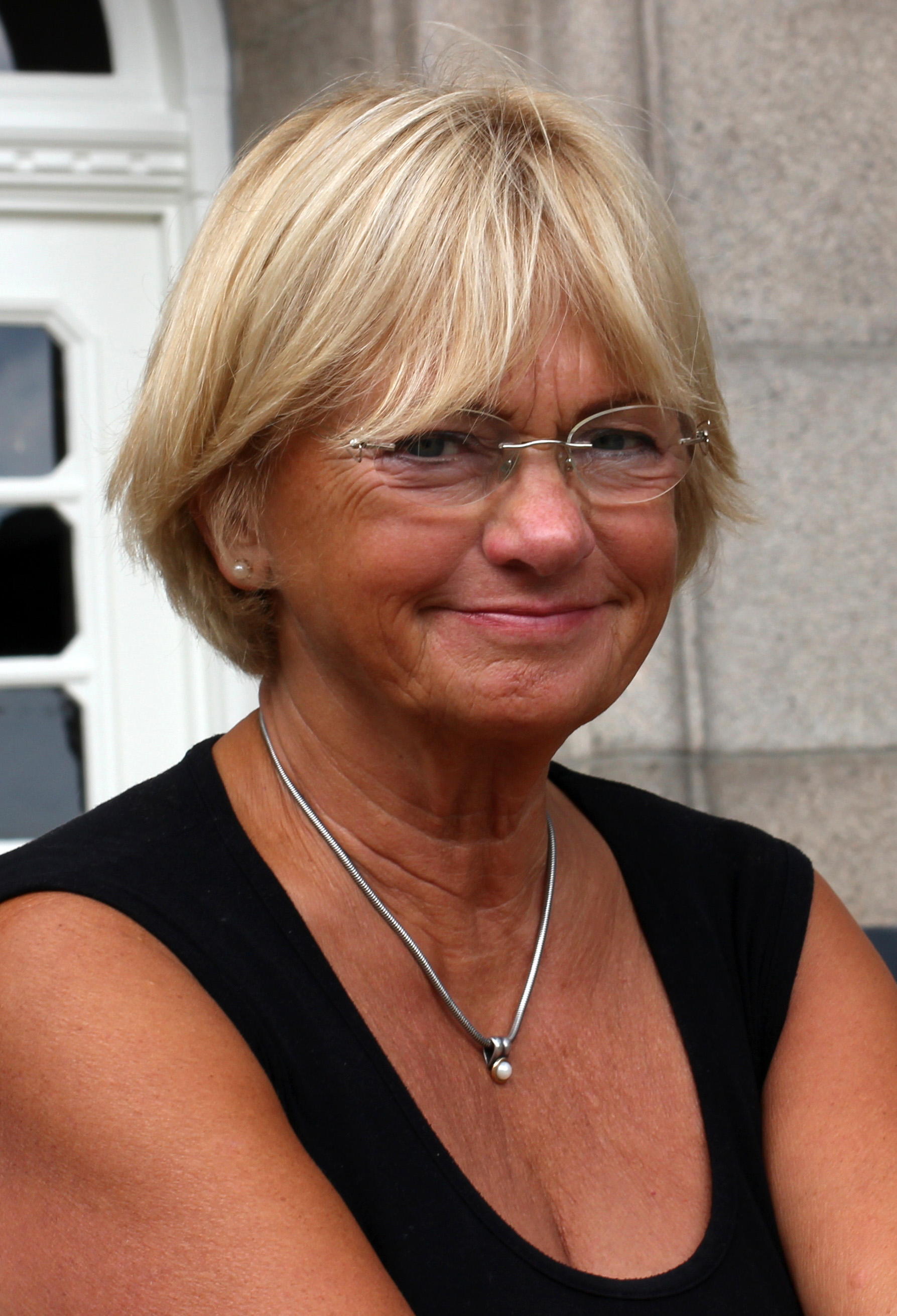
Pia Kjærsgaard, membru (și fost lider) al partidului dur eurosceptic Partidul Popular Danez (Dansk Folkeparti), al cincilea cel mai mare reprezentat în parlamentul danez și al cincilea cel mai reprezentat în Parlamentul European

Mișcarea Populară împotriva UE a participat doar la alegerile pentru Parlamentul European și a avut un membru în Parlamentul European. Mișcarea moderat eurosceptică June Movement, desprinsă din Mișcarea Populară împotriva UE, a existat din 1992 până în 2009.
În Parlamentul danez, Alianța Roșu-Verde a susținut anterior retragerea din UE, dar în martie 2019, partidul a anunțat că nu va mai face campanie pentru un referendum pentru părăsirea UE, arătând că Brexitul ilustrează necesitatea de claritate înainte ca retragerea să poată fi făcută. Partidul Popular Danez susține, de asemenea, retragerea, dar spune că sprijină unele structuri ale UE, cum ar fi piața internă, și a sprijinit coaliția liberal-conservatoare pozitivă pentru UE între 2001 și 2011 și din nou din 2015 până în 2019.
Partidul Popular Socialist, minoritățile din cadrul Partidului Social Liberal și Partidului Social Democrat, iar unele partide mai mici s-au opus aderării la Uniunea Europeană în 1972. Încă în 1986, aceste partide au susținut un vot negativ în referendumul Actului Unic European. Mai târziu, Partidul Social Liberal s-a transformat într-un partid puternic pro-UE, iar opoziția față de UE din cadrul Partidului Social Democrat a dispărut. Partidul Popular Socialist a fost împotriva Tratatului de la Amsterdam în 1998 și a aderării Danemarcei la zona euro în 2000, dar a devenit din ce în ce mai favorabil pentru UE, de exemplu atunci când europarlamentarul Margrete Auken a părăsit Stânga Unită Europeană – Stânga Verde Nordică și s-a alăturat Verzilor – Alianța Liberă Europeană în 2004.
La alegerile pentru Parlamentul European din 2014, Partidul Popular Danez a fost pe primul loc, cu o marjă mare, cu 27% din voturi, obținând 2 locuri suplimentare pentru un total de 4 deputați europeni. Mișcarea Populară împotriva UE a înregistrat 8%, păstrându-și singurul europarlamentar.
La alegerile pentru Parlamentul European din 2019, Partidul Popular Danez a pierdut aproximativ două treimi din cota de voturi anterioară, scăzând de la 4 locuri la doar 1. Mișcarea Populară împotriva UE și-a pierdut locul, iar Alianța Roșu-Verde a obținut un singur loc.
Alegerile generale daneze din 2019 au văzut apariția unui nou partid eurosceptic dur, Nye Borgerlige, care sprijină părăsirea Danemarcei din UE. Partidul a câștigat patru locuri în parlament.

### Estonia
Partidul Independenței și Partidul de Centru au fost împotriva aderării la UE, dar doar Partidul Independenței încă dorește retragerea din UE. Partidul Conservator Popular (EKRE) are de asemenea unele politici eurosceptice și și-a crescut bazinul electoral de la 4% în 2014 la 13% la alegerile europarlamentare din 2019 câștigând un loc.

### Finlanda
Cel mai mare partid eurosceptic din Finlanda este Partidul Finlandezilor. La alegerile europarlamentare din 2014, Partidul Finlandezilor și-a crescut bazinul electoral de la 3% la 13%, câștigând 2 locuri de eurodeputat. Cu cele 39 de locuri ale sale, Partidul Finlandezilor este de asemenea al doilea cel mai mare partid din Parlamentul Finlandei.
La alegerile pentru Parlamentul European din 2019, Partidul Finlandezilor și-a crescut ușor cota de vot de la 13% la 14% și și-a păstrat cele 2 locuri.
În cea mai recentă platformă de partid scrisă în 2019, Partidul Finlandezilor se opune ferm integrării în continuare în UE. Partidul propune introducerea unei monede paralele în Finlanda în tandem cu euro, pentru a elimina treptat aderarea Finlandei la zona euro și susține că, deși Finlanda este necesară pe termen scurt în Parlamentul European pentru a apăra interesele Finlandei, țara ar trebui, de asemenea, să adopte politici pentru a ajuta la retragerea treptată a Finlandei din UE. În timpul alegerilor prezidențiale finlandeze din 2018, candidata partidului finlandez Laura Huhtasaari a declarat că campania ei va sprijini ieșirea din UE.

### Franța

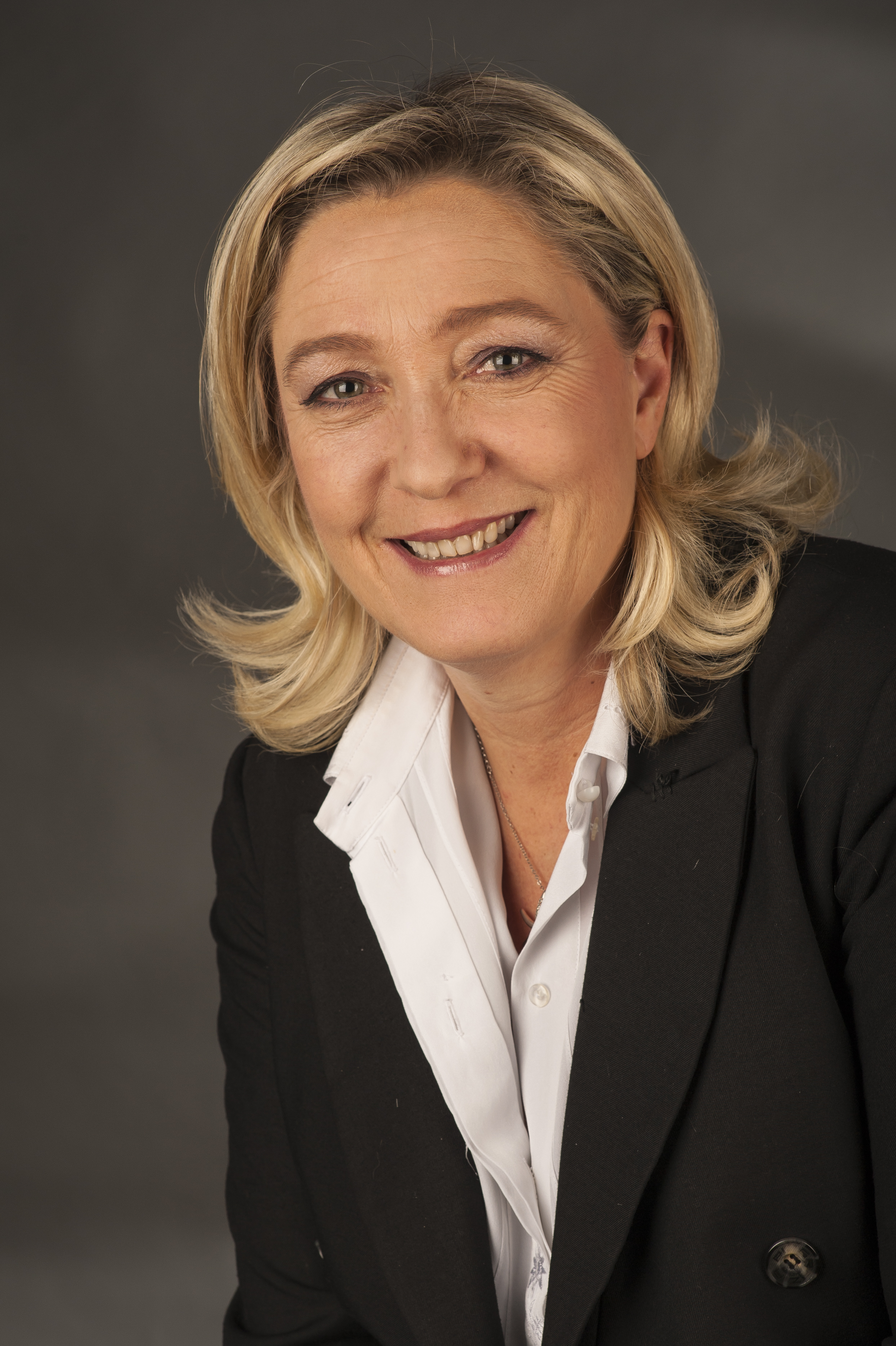
Marine Le Pen, un proeminent parlamentar francez, fost lider și fost candidat la alegerile prezidențiale din partea Adunării Naționale (fostul Front Național) și fost membru al grupului Europa Națiunilor și Libertăților

În Franța există o mulțime de partide care sunt eurosceptice pe o scară diferită, variind de la a susține mai puțină intervenție din partea UE în treburile naționale, la a susține retragerea din UE și zona euro. Aceste partide aparțin ambelor părți din spectrul politic, așa că motivul pentru euroscepticismul lor poate fi diferit. În trecut mulți francezi s-au arătat dezinteresați de astfel de treburi, doar 40% din electoratul francez votând la alegerile europarlamentare din 2009.
Partidele eurosceptice de dreapta includ ''Debout la République'' de orinetare gaullistă, și Mouvement pour la France, ce face parte din Libertas, un partid eurosceptic pan-european. La alegerile europarlamentare din 2009, Debout la République a obținut 1,8% din voturile la nivel național, iar Libertas 4,8%. În mod similar unor partide moderate, dreapta și extrema dreaptă franceză sunt în general și în mod natural în opoziție față de UE, din moment ce critică pierderea suveranității politice și economice a Franței pentru o entitate supranațională. Unele din aceste partide dur eurosceptice includ Uniunea Populară Republicană și Patrioții, și anterior Frontul Național (FN). Uniunea Populară Republicană dorește retragerea Franței din UE și din zona euro, precum și retragerea Franței din NATO. Frontul Național a obținut 33,9% din voturi la alegerile prezidențiale din 2017, transformându-l în cel mai puternic partid eurosceptic din Franța. În iunie 2018, Frontul Național și-a schimbat denumirea în Adunarea Națională (RN) iar în 2019, a renunțat în noul său manifest la sprijinul pentru retragerea Franței din Uniunea Europeană și zona euro, în schimb cerând o „refromă interioară” a uniunii.
Partidele eurosceptice de pe stânga spectrului politic din Franța tind să critice ceea ce ele numesc agenda neoliberală a UE, precum și că elemente din structura sa nu sunt democratice și o văd ca pe o piramidă. Aceste partide sunt Parti de Gauche și Partidul Comunist Francez, care au format Front de Gauche pentru alegerile europarlamentare din 2009 și au obținut 6,3% din voturi. Liderul Frontului Stângii apără ideea de reformă monetară deplină a uniunii, mai degrabă decât retragerea Franței din zona euro. Unele dintre marile partide de extremă stânga eurosceptice din Franța sunt Noul Partid Anticapitalist] care a obținut 4,8% și Lutte Ouvrière care a obținut 1,2%. Mișcarea Republicană și Cetățenii, un partid de stânga eurosceptic și suveranist, nu a participat la niciunele din alegerile europarlamentare.
Partidul Chasse, Pêche, Nature & Traditions este un partid eurosceptic agrarianist care nu se revendică ca fiind de dreapta sau stânga.
La alegerile europarlamentare din 2014, Frontul Național a câștigat alegerile cu 24,9% din voturi, o creștere de 18,6%, câștigând 24 de locuri, de la 3 anterior. Fostul președinte francez François Hollande a cerut o reformare a UE și a cerut și o reducere a prerogativelor sale.
La alegerile europarlamentare din 2019, reformata Adunare Națională a câștigat alegerile cu 23,3% din voturi, câștigând 22 de locuri de eurodeputați, cu unul mai puțin decât la alegerile anterioare.
La alegerile europarlamentare din 2024, Adunare Națională a obținut un scor fără precedent de 31,3% din voturi la nivel național, cu 16,77% în față față de principalul competitor, Renașterea (fostul En Marche!), obținând 30 de locuri de eurodeputați. Acest rezultat fără precedent a făcut ca Emmanuel Macron să dizolve imediat Camera inferioară a parlamentului și să convoace noi alegeri parlamentare.

### Germania

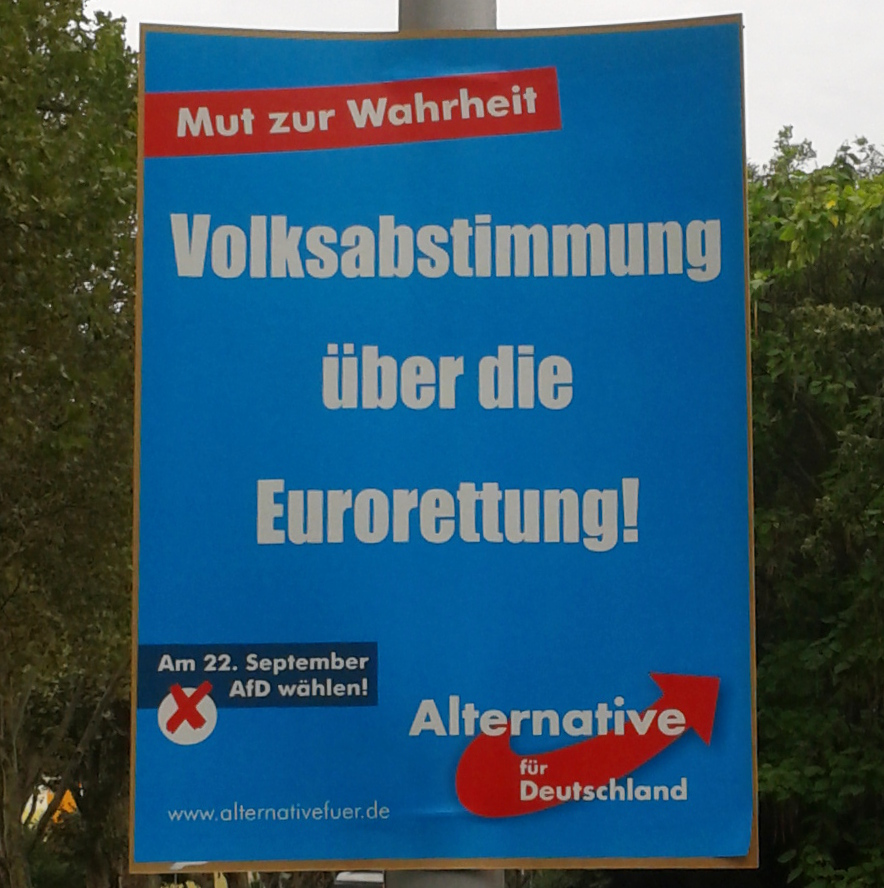
"Referendum pentru salvarea euro!" Afiș de la partidul Alternativa pentru Germania (AfD) cu privire la contribuțiile financiare ale Germaniei în timpul crizei zonei euro

Alternativa pentru Germania (AfD) este cel mai mare partid eurosceptic din Germania. It was elected into the German Parliament with 94 seats in September 2017. Inițial AfD a fost un partid moderat eurosceptic, care se considera pro-Europa și pro-UE, dar care se opunea monedei euro, care credea că submină integrarea europeană, și a cerut reformarea zonei euro.
La alegerile europarlamentare din 2014, Alternativa pentru Germania s-a clasat pe locul 5 cu 7% din voturi, câștigând 7 locuri ca membru al grupului Conservatorilor și Reformiștilor Europeni. Alternativa pentru Germania a continuat să intre și să ocupe locuri în trei legislaturi de stat în toamna lui 2014.
Partidul a devenit pur eurosceptic în 2015, când a avut loc o scindare internă, care a dus la alegerea în conducere a lui Frauke Petry și la o abordare mai dură față de Uniunea Europeană, inclusiv apelul său pentru încetarea apartenenței Germaniei la zona euro, retragerea din politicile comune de azil ale UE și reducerea semnificativă a puterii UE, unii membri AfD susținând o ieșire completă din UE. 
În iulie 2015 un grup desprins din AfD a creat un nou partid moderat eurosceptic numit Alianța pentru Progres și Reînnoire.
La alegerile europarlamentare din 2019, Alternativa pentru Germania și-a crescut bazinul electoral de la 7% la 11%, câștigând 11 locuri.
La alegerile federale din 2021, AfD a câștigat 10,3% din voturi și 94 de locuri, în timp ce în 2017, a obținut 12,6% din voturi și 83 de locuri; aceasta a însemnat că au trecut de pe locul trei pe locul cinci, rămânând în spatele Partidului Verde și FDP, ambele fiind mai puțin populare decât AfD. în 2017. În ciuda declinului lor electoral general, AfD a devenit în continuare cel mai mare în statele Saxonia și Thuringia și a înregistrat o performanță puternică în Estul Germaniei.
La alegerile europarlamentare din 2024, Alternativa pentru Germania s-a clasat pe locul al doilea cu 15,8% din voturi, câștigând 15 locuri de eurodeputați și fiind cel mai bun scor înregistrat de partid la alegerile europene din Germania.

### Grecia
Zorii Aurii, Partidul Comunist al Greciei (KKE), Soluția Greacă, Cursul Libertății, Unitate Populară și LAOS sunt principalele partide eurosceptice din Grecia. Potrivit Școlii Economice de la Londra, Grecia este a doua cea mai eurosceptică țară din Uniunea Europeană, cu 50% dintre greci care cred că țara lor nu a beneficiat per total de apartenența la UE (doar în spatele Marii Britanii). Între timp, 33% dintre greci văd apartenența Greciei la UE ca pe un lucru bun, puțin în fața Marii Britanii. 81% dintre greci simt că UE se îndreaptă către o direcție greșită. Aceste remarci reprezintă o creștere majoră a euroscepticismului în Grecia din 2009. 
În iunie 2012, partidele eurosceptice din Grecia erau reprezentate în parlament înainte de alegerile din ianuarie 2015 (ANEL, Zorii Aurii și KKE) alcătuind 45,8% din voturi și 40,3% din locurile din parlament. La alegerile parlamentare din ianuarie 2015 partidele pro-europene (de stânga și dreapta: ND, PASOK, Potami, KIDISO, EK și Prasinoi-DIMAR) au obținut 43,3% din voturi. Partidele eurosceptice au obținut 54,6%. Stânga eurosceptică (KKE, ANTARSYA-MARS și KKE (M–L)/M–L KKE) a obținut 42,6% din voturi iar dreapta eurosceptică (Zorii Aurii, ANEL și LAOS) a obținut 12,1% din voturi, Syriza a obținut 36,3%. Partidele eurosceptice au obținut 194 de locuri în noul parlament în timp ce cele pro-europene au obținut doar 106 locuri.
Potrivit sondajelor efectuate în iunie și iulie 2015 (12 sondaje), stânga eurosceptică ar obține în medie 48,0% (excluzând partidele extraparlamentare precum ANTARSYA-MARS și KKE (m–l)/ML-KKE), partidele parlamentare pro-UE (Potami, Noua Democrație și PASOK) ar obține 33,8%, partidele extraparlamentare (nereprezentate în Parlamentul Elen) pro-UE (KIDISO și EK) ar obține 4,4%, iar dreapta eurosceptică ar obține 10,2% (excluzând partidele extraparlamentare, cum ar fi LAOS, care nu sunt afișate în sondajele de opinie recente). Partidele moderat eurosceptice ar obține 42,3%, partidele eurosceptice dure (inclusiv KKE, ANEL și Zorii Aurii) ar obține 15,9%, iar partidele pro-UE (inclusiv partidele extraparlamentare afișate în sondajele de opinie) ar obține 38,3% din voturi.
La alegerile europarlamentare din 2014, Syriza a câștigat cu 26,6% din voturi (cu 21,9% mai mult) obținând 6 locuri (cu 5 mai mult), Zorii Aurii s-a clasat pe locul 3 cu 3 locuri, Partidul Comunist a obținut 2 locuri iar Grecii Independenți au obținut primul lor loc de eurodeputat. Liderul Syriza, Tsipras, a spus că nu este antieuropean și nu dorește părăsirea zonei euro. Potrivit The Economist, Tsipras dorește să negocieze cu partenerii europeni ai Greciei, și se crede că victoria Syriza ar putea încuraja creșterea partidelor radicale de stânga în Europa. Alexis Tsipras a promis că va inversa multe dintre măsurile de austeritate adoptate de Grecia de la începutul unei serii de salvări în 2010, în contradicție cu pozițiile Eurogrupului. Coaliția guvernamentală din Grecia a fost compusă din Syriza și ANEL (partidul eurosceptic dur de dreapta, condus de Panos Kammenos, care este actualul ministru al Apărării).
Euroscepticismul s-a atenuat în Grecia pe măsură ce economia s-a îmbunătățit. Potrivit unei cercetări de la începutul anului 2018, 68% dintre greci consideră pozitivă participarea Greciei la UE (în loc de 53,5% în 2017).
La alegerile europarlamentare din 2019, mișcarea Noua Democrație, a învins formația de stânga de guvernământ Syriza cu 33,1% și, cea din urmă obținând 23,8% din voturi, menținându-și cele 6 locuri și determinându-l pe premierul Alexis Tsipras să convoace alegeri legislative pe 7 iulie 2019. În aceste alegeri, care au fost câștigate de ND, partidele pro-europene (ND, SYRIZA, KINAL, MeRA25 și Uniunea extraparlamentară a Centriștilor și Greciei Recreate) au obținut 84,9% din voturi, iar partidele eurosceptice (KKE, Soluția Greacă și  Zorii Aurii, și o serie de alte partide mici, în principal de stânga) au obținut 15,1%. Această schimbare drastică a balanței este în mare parte rezultatul abandonării euroscepticismului de către Syriza.
La alegerile europarlamentare din 2024, Noua Democrație a obținut o nouă victorie, poziționându-se la distanță mare de locul 2 deținut de Syriza, cu 28,31% respectiv 14,92%, Syriza a pierdut 2 locuri din cele 6 anterior, astfel că acum a obținut 4 locuri. Partidele pro-europene (ND, SYRIZA, PASOK-KINAL, MeRA25 și Noua Stângă) au obținut 64,4% din voturi, iar partidele eurosceptice (KKE, Soluția Greacă, Mișcarea Patriotică Democrată „Niki” și Vocea Rațiunii) au obținut 25,9% din voturi, balanța păstrându-se relativ scăzută pentru partidele eurosceptice.

### Ungaria

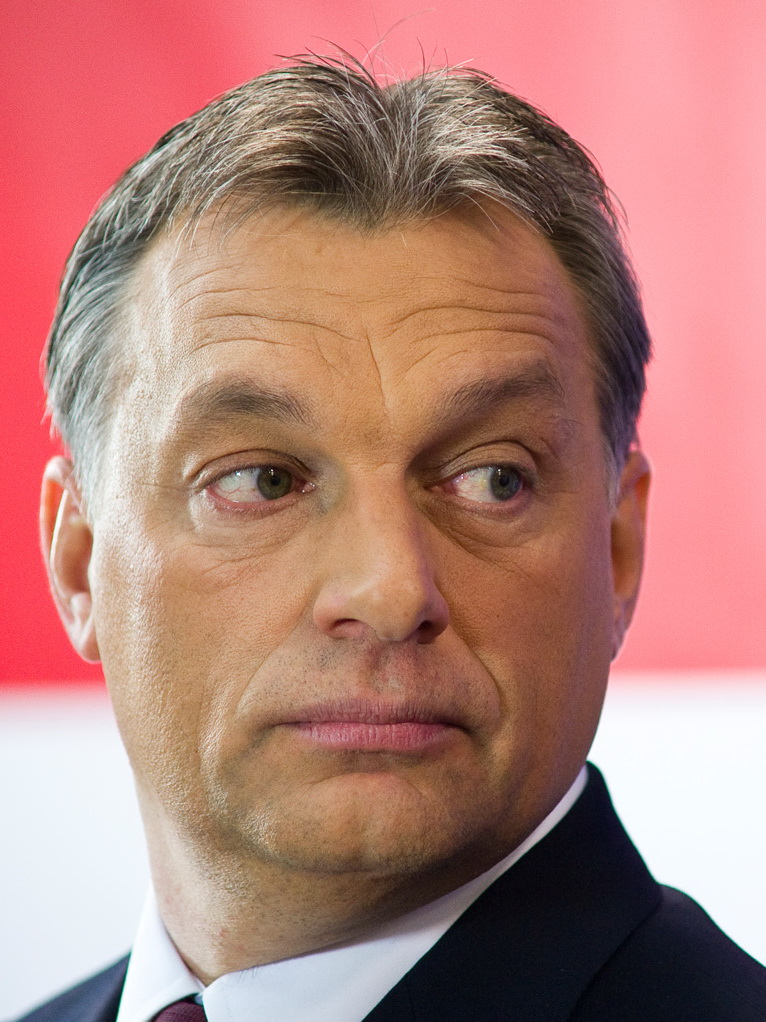
Viktor Orbán, prim-ministru Ungariei

Viktor Orbán este prim-ministru Ungariei ușor eurosceptic care face parte din partidul național-conservator Fidesz. Alt partid eurosceptic care a fost prezent în Ungaria a fost Jobbik, care până în jurul anului 2016, a fost considerat un partid radical și de extremă dreapta. Aceste facțiuni de extremă dreapta, care au părăsit Jobbik, au decis să formeze partidul Mișcarea Patria Noastră.
În 2015, 39% dintre maghiari aveau o imagine pozitivă față de UE, 20% una negativă, și 40% una neutră (1% au răspuns cu „Nu știu”).
La alegerile europarlamentare din 2014, Fidesz a obținut 44,5% din voturi, Jobbik 20,5% din voturi iar Partidul Muncitoresc Maghiar 0,6% din voturi. La acea vreme, partidele eurosceptice din Ungaria alcătuiau 65,7% din voturi, una din cele mai mari rate din Europa.
Partidul verde-liberal Politica Poate fi Diferită (Lehet Más a Politika, LMP) se clasifică drept un partid eurosceptic moderat sau reformist, având în vedere poziția sa autoproclamată euro-critică. În timpul campaniei europene din 2014, copreședintele partidului András Schiffer a descris LMP ca având o poziție pronunțată pro-integrare în ceea ce privește politica de mediu, salarizare și muncă, dar susținând autonomia statelor membre în ceea ce privește autodeterminarea comunităților locale în ceea ce privește resursele funciare. Pentru a combate integrarea diferențiată a Europei cu mai multe viteze care discriminează statele membre de Est și de Sud, LMP ar dori să inițieze o economie de piață eco-socială în cadrul uniunii.
La alegerile europarlamentare din 2019, Fidesz și-a consolidat poziția prin creșterea cotei de voturi la 51,5% și adăugarea unui loc pentru a le duce la 13. Fostul partid eurosceptic (acum pro-european) Jobbik a scăzut la 6,3% din voturi, pierzând 2 din cele 3 locuri. Mișcarea Momentum, un partid pro-european nou creat, s-a clasat pe locul 3 cu 9,3% din voturi, iar Coaliția Democratică puternic pro-europeană ocupă locul al doilea cu 16,1% din voturi. Mișcarea Patria Noastră a obținut 3,3% din voturi, fără niciun loc.
La alegerile europarlamentare din 2024, Fidesz a înregistrat o ușoară scădere a cotei de voturi, obținând 44,82% din voturi, pierzând 2 locuri din cele 13 obținute anterior. O nouă formațiune pro-europeană fondată de fostul membru Fidesz Péter Magyar, TISZA, a obținut 29,60% din voturi, o alianță formată între Coaliția Democratică și Partidul Socialist Maghiar a obținut 8,03% din voturi iar Mișcarea Patria Noastră 6,71%, trimițând pentru prima dată 1 eurodeputat. Jobbik a picat la 0,99% din voturi. La aceste alegeri formațiunile pro-europene (TISZA, DK-MSZP, Mișcarea Momentum, Partidul Maghiar Câinele cu Două Cozi și Jobbik) au obținut în total 45,91% din voturi în timp ce partidele eurosceptice (Fidesz și Patria Noastră) au obținut 51,53%.

### Irlanda
Euroscepticismul este o viziune minoritară în Irlanda, sondajele de opinie din 2016 până în 2018 indicând un sprijin tot mai mare pentru apartenența la UE, trecând de la 70% la 92% în acea perioadă..
Irlandezii au votat inițial împotriva ratificării Tratatelor de la Nisa și de la Lisabona. În urma renegocierilor, al doilea referendum pentru ambele au fost adoptate cu majorități de aproximativ 2:1 în ambele cazuri.. Unii comentatori și grupuri politice mai mici au pus la îndoială validitatea deciziei guvernului irlandez de a convoca al doilea referendum.
The left-wing Irish republican party Sinn Féin expresses soft Eurosceptic positions on the current structure of the European Union and the direction in which it is moving.
The party expresses, "support for Europe-wide measures that promote and enhance human rights, equality and the all-Ireland agenda", but has a "principled opposition" to a European superstate. In its manifesto for the 2015 UK general election, Sinn Féin pledged that the party would campaign for the UK to stay within the EU. In the 2019 European Parliament election, Sinn Féin won one seat and 11.7% of the vote, down 7.8%.
The Socialist Party, a Trotskyist organisation, supports Ireland leaving the EU and supported the Brexit result. It argues that the European Union is institutionally capitalist and neoliberal. The Socialist Party campaigned against the Lisbon and Nice Treaties and favours the foundation of an alternative Socialist European Union.

### Italia
Mișcarea Cinci Stele (M5S), o mișcare anti-establishment fondată de comediantul Beppe Grillo, inițial s-a propus ca un partid eurosceptic. M5S a obținut 25,5% din voturi la alegerile generale din 2013, devenind cel mai mare partid anti-establishment și eurosceptic din Europa. Partidul obișnuia să susțină un referendum neobligatoriu privind retragerea Italiei din zona euro (dar nu din Uniunea Europeană) și revenirea la liră. De atunci, partidul și-a atenuat retorica eurosceptică și o astfel de politică a fost respinsă în 2018, iar liderul M5S a declarat de atunci că „Uniunea Europeană este casa Mișcării Cinci Stele”, clarificând că partidul dorește Italia să rămână în UE, chiar dacă rămâne critică față de unele dintre tratatele sale. Sprijinul popular al M5S este distribuit în toată Italia: la alegerile generale din 2018, partidul a câștigat 32,7% din voturile populare la nivel național și a avut un succes deosebit în centrul și sudul Italiei.
Un partid care păstrează o identitate eurosceptică este Liga Nordului (LN), o mișcare regionalistă condusă de Matteo Salvini care favorizează ieșirea Italiei din zona euro și reintroducerea lirei. Când era la guvernare, Lega a aprobat Tratatul de la Lisabona. Partidul a câștigat 6,2% din voturi la alegerile pentru Parlamentul European din 2014, dar doi dintre membrii săi de frunte sunt președinți ai Lombardiei și Veneto (unde Lega a obținut 40,9% din voturi în 2015).
La alegerile pentru Parlamentul European din 2014, Mișcarea Cinci Stele a ocupat locul al doilea, cu 17 locuri și 21,2% din voturi, după ce a participat pentru prima dată la alegerile europarlamentare. Liga Nordului a avut cinci locuri, iar Cealaltă Europă condus de Tsipras a avut trei locuri.
Alte organizații eurosceptice includ partide politice de dreapta (precum Frații Italiei, Flama Tricoloră, Noua Forță, Frontul Național, CasaPound, Mișcarea Națională pentru Suveranitate sau Mișcarea Fără Euro), partide politice de extremă stânga (precum Partidul Comunist al lui Marco Rizzo, Partidul Comunist Italian, și mișcarea politică Puterea Poporului) și alte mișcări politice (precum Frontul Suveranist, MMT Italia). În plus, Uniunea Europeană este criticată (în special pentru austeritate și crearea euro) de către unii gânditori de stânga, precum sindicalistul Giorgio Cremaschi și jurnalistul Paolo Barnard, și de către unii academicieni precum Alberto Bagnai sau filosoful Diego Fusaro.

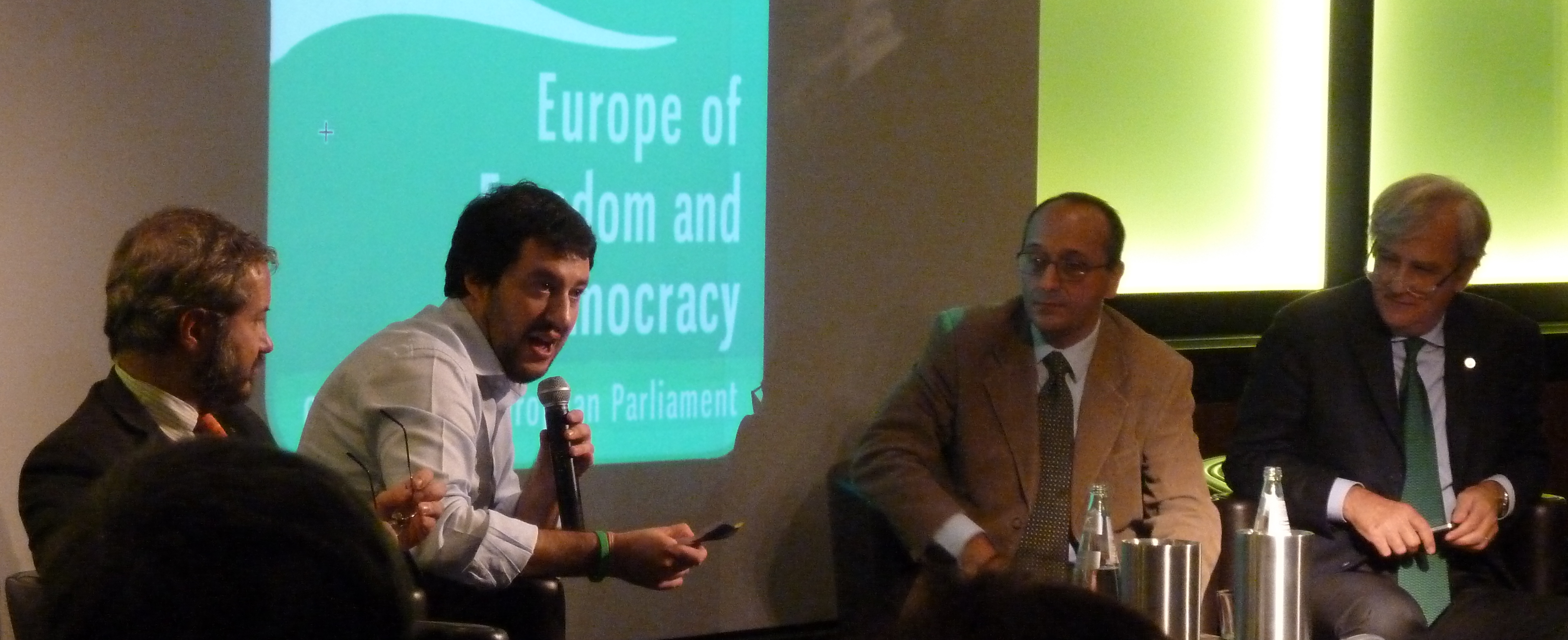
Matteo Salvini cu economiștii eurosceptici Claudio Borghi Aquilini, Alberto Bagnai și Antonio Maria Rinaldi în timpul No Euro Day de la Milano, 2013. Toți economiștii au fost aleși ulterior parlamentari în diferite adunări

Conform Eurobarometrului Standard 87 realizat de Comisia Europeană în primăvara anului 2017, 48% dintre italieni tind să nu aibă încredere în Uniunea Europeană, comparativ cu 36% dintre italieni care au.
La alegerile europene din 2019, dreapta eurosceptică și suverainistă italiană, reprezentată în mare parte de Lega, și-a mărit numărul de locuri în PE, dar nu a primit nicio președinție în comisiile Parlamentului European. În ciuda alianței sale politice naționale cu Lega în timpul Cabinetului Conte, Mișcarea Cinci Stele a votat pentru Ursula von der Leyen, membră a Uniunii Creștin Democrate din Germania pro-UE, ca președinte al Comisiei Europene.
În iulie 2020, senatorul Gianluigi Paragone a înființat Italexit, un nou partid politic cu scopul principal de a retrage Italia din Uniunea Europeană.
La alegerile parlamentare din 2021, Frații Italiei partid condus de Giorgia Meloni a câștigat alegerile și a format cel mai de dreapta guvern din Italia de la căderea fascismului lui Mussolini. La alegerile europarlamentare din 2024, Frații Italiei și-a reconfirmat prima poziție ca formațiune politică preferată de votanții din Italia, obținând 28,7% din voturi și 24 de locuri. Mișcarea Cinci Stele și Lega au obținut 10% și 8 locuri, respectiv 9% și 8 locuri.

### Letonia
Alianța Națională (Pentru Patrie și Libertate/LNNK/Toți pentru Letonia!), Uniunea Verzilor și Fermierilor și Pentru Letonia din Inimă sunt partide care sunt descrise de unii comentatori politici ca având opinii eurosceptice moderate. Un mic partid eurosceptic dur, Partidul Eurosceptic de Acțiune există, dar nu a reușit să câștige niciun loc administrativ de-a lungul istoriei existenței sale.

### Lituania
Ordine și Justiție este un partid cu viziuni în mare eursoceptice.

### Luxemburg
Alternativa pentru Reformă Democratică este un partid ușor eurosceptic. Face parte din Partidul Conservatorilor și Reformiștilor Europeni.

### Malta
Partidul Laburist nu a fost în favoarea intrării Maltei în Uniunea Europeană. A fost în favoarea unui parteneriat cu UE. După o lungă luptă, Partidul Naționalist condus de Eddie Fenech Adami a câștigat referendumul și alegerile următoare, făcând din Malta unul dintre statele care a intrat în Uniunea Europeană pe 1 mai 2004. Partidul este acum pro-european. În prezent, Partidul Popular adoptă adesea opinii eurosceptice.

### Olanda

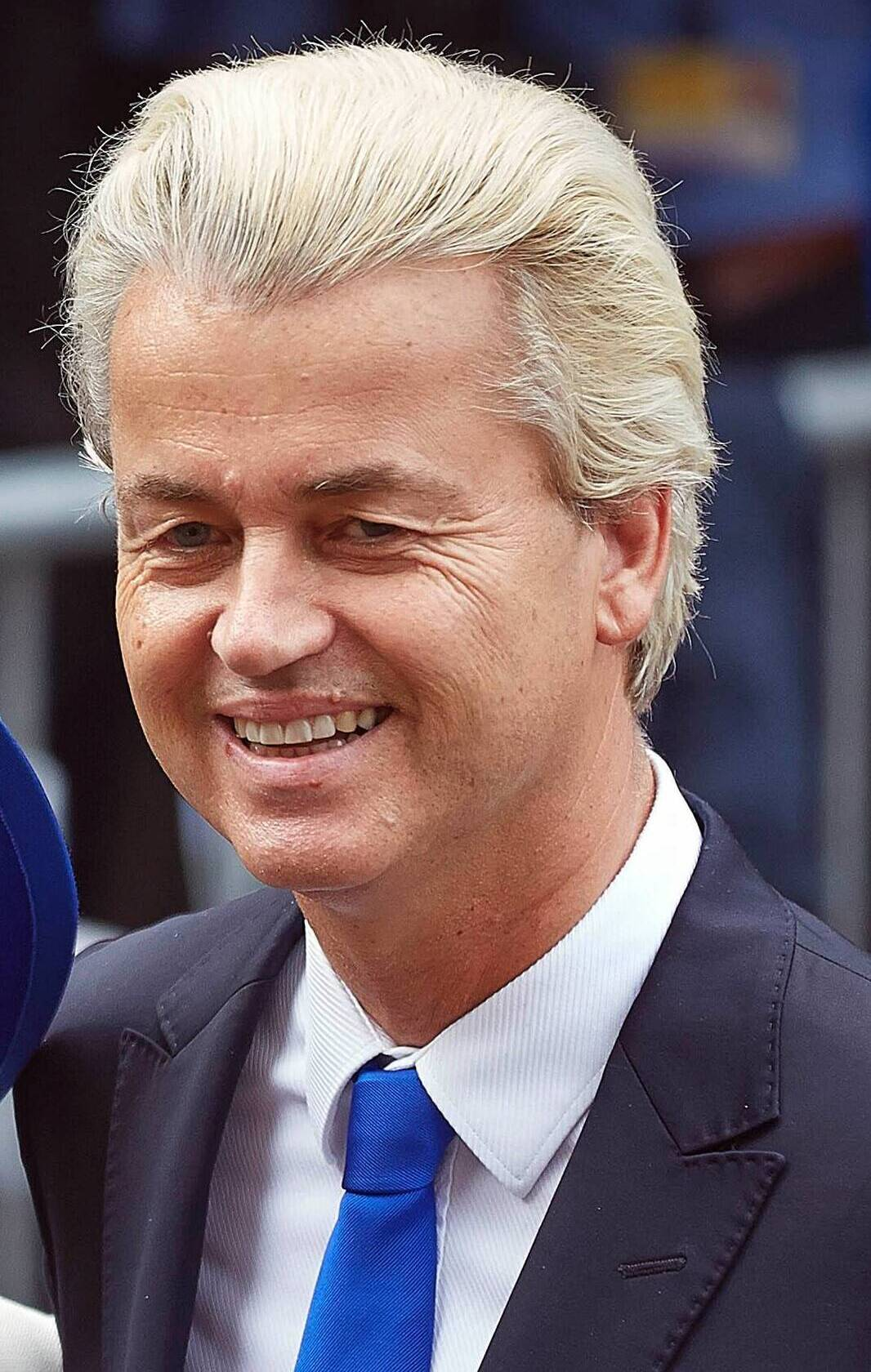
Geert Wilders, liderul Partidului pentru Libertate, un partid eurosceptic olandez de linie dură care a fost criticat ca fiind antipolonez și islamofob

Istoric, Olanda a fost o țară foarte pro-europeană, fiind una din cei șase membri fondatori ai Comunității Europene a Cărbunelui și Oțelului în 1952, făcând campanie cu mult efort pentru a include Regatul Unit în Comunitate în anii 1970 și altele după aceea. A devenit ceva mai eurosceptică în anii 2000, respingând Constituția Europeană în 2005 și plângându-se de investițiile financiare relativ mari în Uniune sau de deficitul democratic, printre alte aspecte.
Un număr de partide eurosceptice dure și moderate au politicieni aleși în Camera Reprezentanților olandezi și în Parlamentul European, care includ:
- Partidul pentru Libertate de orientare naționalistă (fondat în 2006) este un partid dur eurosceptic care dorește ca Țările de Jos să părăsească UE total, deoarece crede că UE este nedemocratică, costă bani și nu poate închide granițele pentru imigranți.[176]
- Partidul conservator și populist Forumul pentru Democrație (FvD) a fost fondat inițial de Thierry Baudet ca un think thank să facă campanie împotriva Acordului de Asociere dintre Uniunea Europeană și Ucraina. În 2016, FvD a fost înființat ca un partid cu drepturi depline. Se opune multor politici ale Uniunii Europene și solicită un referendum privind apartenența Olandei în care ar sprijini retragerea.
- Partidul conservator-liberal JA21 (fondat în 2021 după ce s-a desprins de FvD) se opună participării Olandei la diverse acorduri ale Uniunii Europene, inclusiv privind politicile de imigrație și azil, și crede că identitatea olandeză și autodeterminarea ar trebui prioritizate în detrimentul UE. Sprijină retragerea Olandei din zona euro și ca Olanda să se retragă din tratatele UE care-i amenință suveranitatea națională.[177]
- Partidul Socialist consideră că Uniunea Europeană a adus Europei deja 50 de ani de pace și prosperitate și susține că cooperarea europeană este esențială pentru abordarea problemelor globale precum schimbările climatice și criminalitatea internațională. SP consideră că Uniunea actuală este dominată de marile afaceri și țările mari, în timp ce mișcarea muncitorească, organizațiile de consumatori și companiile mai mici sunt adesea lăsate în urmă. Măsurile „neoliberale” au crescut inegalitatea socială, și poate că Uniunea se extinde prea repede și preia prea multă putere în probleme care ar trebui tratate la nivel național.[178]
- Partidul Politic Protestant Reformat de orientare conservatoare și Uniunea Creștină favorizează cooperarea în Europa, dar resping un superstat, în special unul dominat de catolici sau care încalcă drepturile și/sau privilegiile religioase.
- Partidul care susține interesele pensionarilor 50PLUS este ușor eurosceptic.
- Partidul pentru Animale de orientare ecologistă favorizează cooperarea europeană, dar consideră că actuala UE nu respectă suficient drepturile animalelor și ar trebui să aibă o politică mai activă privind protecția mediului.
- Mișcarea pentru interesele agrare și rurale ale fermierilor și cetățenilor (BBB) a fost înființată în 2019 și este un partid moderat eurosceptic. Susține apartenența la UE în scopuri economice și comerciale, dar susține că puterea politică a UE ar trebui să fie retrasă, astfel încât blocul să fie mai aproape de modelul fostei CEE, dorește să se facă reforme în zona euro și este împotriva ca UE să devină un superstat.[179]
- Partidul clasic liberal și conservator Belang van Nederland (fondat în 2021 după ce s-a desprins de FvD)  dorește să oprească orice alt transfer de competențe către UE fără referendum, solicită ca legea olandeză să treacă în fața legislației UE și un referendum privind aderarea la UE dacă sondajele arată sprijinul public pentru una sau dacă UE își asumă mai multe puteri.[180]

Un fost partid eurosceptic proeminent din Țările de Jos a fost Lista Pim Fortuyn (LPF) înființată de politicianul și academicianul Pim Fortuyn în 2002. Partidul a făcut campanie pentru reducerea contribuțiilor financiare olandeze la UE, s-a opus aderării Turciei și s-a opus a ceea ce considera birocrație excesivă și amenințarea la adresa suveranității naționale reprezentate de UE. La alegerile generale din 2002, LPF s-a clasat pe locul doi cu 17% din voturi. După asasinarea lui Fortuyn în perioada premergătoare alegerilor, sprijinul pentru partidul a scăzut la scurt timp după aceea și a fost desființat în 2008, mulți dintre foștii susținători transferându-se la Partidul pentru Libertate.
În ciuda acestor preocupări, în 2014, majoritatea electoratului olandez a continuat să susțină partidele care favorizează integrarea europeană continuă: social-democrații, creștin-democrații, liberalii, dar mai ales (liberali-democrații).
În 2016, o majoritate covârșitoare la un referendum cu prezență redusă a respins ratificarea unui tratat de comerț și asociere al UE cu Ucraina.
La alegerile pentru Parlamentul European din 2019, partidele eurosceptice au avut rezultate mixte, Partidul pentru Libertate al lui Geert Wilders pierzând toate cele 4 locuri, luând doar 3,5% din voturi. Noul Forum pentru Democrație înființat la sfârșitul anului 2016 a luat 11,0% din voturi și a intrat în Parlamentul European cu 3 locuri.
La alegerile pentru Parlamentul European din 2024, Partidul pentru Libertate a reintrat în Parlamentul European obținând 17% și 6 mandate, în timp ce Mișcarea Fermier-Cetățean a obținut 5,4% și a trimis 2 eurodeputați.

### Polonia
Principalele partide cu opinii eurosceptice sunt Lege și Justiție (PiS), Polonia Unită (SP) și Confederația Libertății și Independenței, iar principalii politicieni eurosceptici includ Ryszard Bender, Andrzej Grzesik, Krzysztof Bosak, Dariusz Grabowski, Janusz Korwin-Mikke, Marian Kowalski , Paweł Kukiz, Zbigniew Ziobro, Anna Sobecka, Robert Winnicki, Artur Zawisza și Stanisław Żółtek.
Fostul președinte al Poloniei Lech Kaczyński s-a opus să-și dea semnătura, în numele Poloniei, Tratatului de la Lisabona, opunându-se în mod special la Carta Drepturilor Fundamentale a Uniunii Europene. Ulterior, Polonia a primit o renunțare la această cartă. În calitate de președinte al Poloniei, Kaczyński s-a opus, de asemenea, intențiilor guvernului polonez de a adera la euro.
În 2015, s-a raportat că euroscepticismul era în creștere în Polonia, care se credea că se datorează „crizei economice, îngrijorării față de interferența percepută de la Bruxelles și imigrației”. Președintele polonez Andrzej Duda a indicat că își dorește ca Polonia să se retragă de la continuarea integrării în UE. El a sugerat că țara ar trebui „să organizeze un referendum pentru aderarea la euro, să reziste integrării ulterioare și să lupte împotriva politicilor ecologice ale UE”, în ciuda faptului că obține cea mai mare parte a subvenției UE.

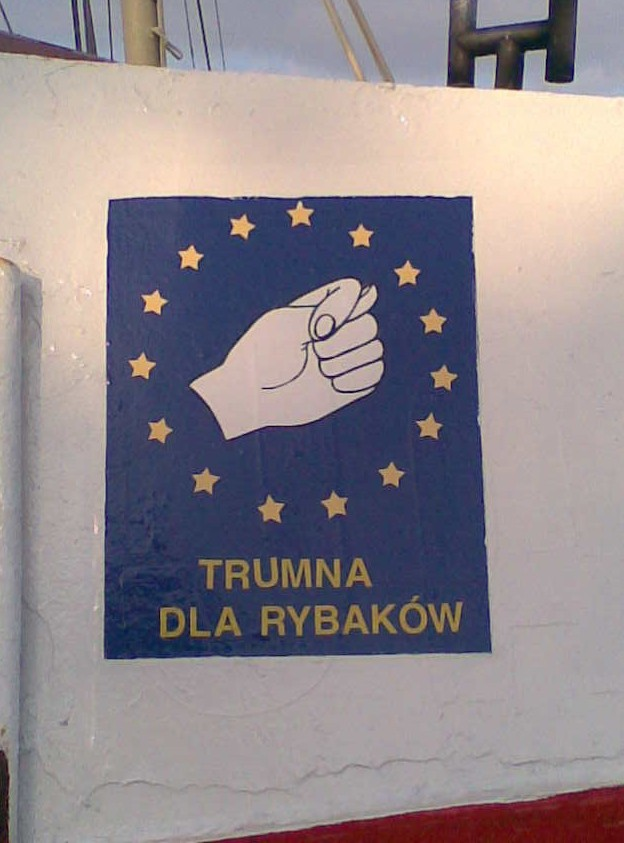
"Trumna dla rybaków" („Sicriu pentru pescari”). Un semn vizibil pe părțile laterale ale multor bărci de pescuit poloneze. Înfățișează un gest slav obscen. Pescarii polonezi protestează împotriva interzicerii UE de a pescui codul pe navele poloneze.

La alegerile pentru Parlamentul European din 2019, partidul Lege și Justiție a câștigat cel mai mare număr de mandate, cu o creștere a cotei de voturi de la 31,8% la 45,4%, crescându-și mandatele de la 19 la 27.

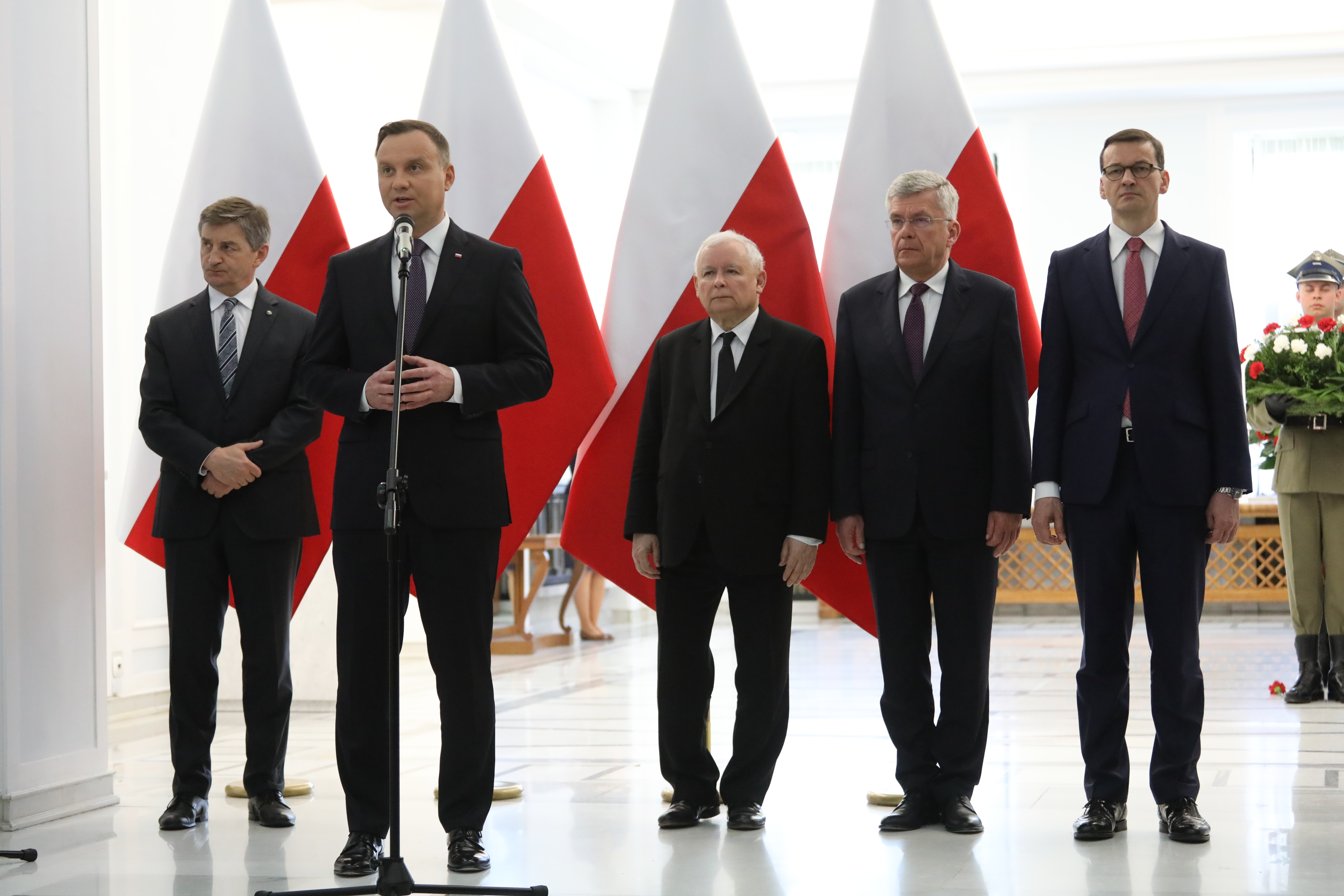
Președintele polonez Andrzej Duda, premierul polonez Mateusz Morawiecki și Jarosław Kaczyński, 9 aprilie 2018

În 2019, fostul europarlamentar Stanisław Żółtek a creat un partid politic numit PolEXIT, a cărui ideologie emblematică este euroscepticismul. Candidatul său la președinția Poloniei la alegerile din 2020 a fost liderul partidului, Żółtek, care a obținut 45 419 de voturi (0,23%), ocupând locul 7 din 11 candidați și nu s-a calificat în turul doi.
La alegerile pentru Parlamentul European din 2024, partidul Lege și Justiție a pierdut cel mai mare număr de mandate din delegația Poloniei în ciuda unui scor strâns față de Coaliția Civică (condusă de PO). Cele două principale partide eurosceptice (Lege și Justiție și Confederația) au obținut împreună 48,3% din voturi, în timp ce principalele forțe pro-europene (Coaliția Civică, A Treia Cale și Stânga) au obținut 50,3% din voturi.

### Portugalia
Principalele partide eurosceptice din Portugalia sunt Chega, Partidul Comunist Portughez (PCP) și Blocul de Stânga (BE). Sondajele de opinie efectuate în Portugalia în 2015 au indicat că 48% aveau tendința de a nu avea încredere în UE, în timp ce 79% aveau tendința să nu aibă încredere în guvernul portughez (condus atunci de Partidul Social Democrat). Partidele politice eurosceptice dețin un total combinat de 59 de locuri din 230 în parlamentul Portugaliei (CHEGA 50, BE 5, PCP 4) și un total combinat de 4 din cele 21 de locuri ale Portugaliei în Parlamentul European (CHEGA 2, PCP 1, BE 1).
La ultimele alegeri pentru Parlamentul European din 2014, Partidul Comunist Portughez a câștigat trei locuri, iar Blocul de Stânga a câștigat un loc.
La alegerile pentru Parlamentul European din 2019, Blocul de Stânga a obținut 9,8% și a câștigat 1 loc, Partidul Comunist Portughez care lucrează în coaliție cu Partidul Ecologist „Verzii” a luat 6,9% și 2 locuri, iar Partidul Renovator Național (PNR) a obținut doar 0,5%, fără niciun scaune.
În 2019 a apărut un nou partid politic eurosceptic, Chega, care a câștigat un loc la alegerile legislative din acel an. Partidul nu a obținut niciun loc la alegerile pentru Parlamentul European din 2019, dar liderul André Ventura s-a clasat pe locul al treilea la alegerile prezidențiale din 2021, asigurându-și 11,9% din voturi.
La alegerile anticipate din Portugalia din 2022, Chega a obținut 7,2% din voturi și 12 din cele 230 de locuri în Adunarea Republicii. La alegerile anticipate din 2024, Chega și-a mărit scorul la 18,1% din voturi, obținând 50 de mandate.

### România
La dreapta există mai multe partide care susțin opinii eurosceptice, cum ar fi Noua Republică, Partidul România Mare și Noua Dreaptă, dar din iunie 2020 niciunul dintre aceste partide nu este reprezentat în Parlamentul European. Euroscepticismul este relativ nepopular în România, un sondaj din 2015 a constatat că 65% dintre români aveau o viziune pozitivă asupra apartenenței țării la UE.
Partidele eurosceptice au rămas nereprezentate la alegerile europarlamentare din 2019.
Partidul ușor eurosceptic Alianța pentru Unirea Românilor, fondat în septembrie 2019, a reușit să intre în parlamentul României la alegerile din 2020. 
Partidele eurosceptice au început să fie relativ populare în România începând cu 2020, această creștere fiind confirmată la alegerile europarlamentare din 2024 în care 2 partide eurosceptice, Alianța pentru Unirea Românilor și partidul dur eurosceptic S.O.S. România au reușit să intre în Parlamentul European obținând 14,9% și 6 locuri, respectiv 5% și 2 locuri.

### Slovacia
Partidele cu opinii eurosceptice sunt Partidul Național Slovac, Republica, Noi Suntem o Familie și Partidul Popular Slovacia Noastră. Printre politicieni eurosceptici proeminenți se numără Andrej Danko, Milan Uhrík, Boris Kollár și Marian Kotleba.
La alegerile pentru Parlamentul European din 2019, Partidul Popular Slovacia Noastră a ocupat locul 3, obținând 12,1% și câștigând primele două locuri în Parlamentul European, în timp ce Partidul Național Slovac și Suntem o Familie nu au câștigat niciun loc.
La alegerile pentru Parlamentul European din 2024, Republica a ocupat locul 3, obținând 12,5% din voturi și câștigând 2 locuri de eurodeputați. Partidul moderat eurosceptic al premierului Robert Fico, Direcția - Social Democrația a ocupat locul 2 cu 24,7% din voturi și câștigând 5 locuri de eurodeputați.

### Slovenia
Partidele cu opinii în principal eurosceptice sunt Partidul Național Sloven și Stânga. Niciunul nu a câștigat locuri la alegerile pentru Parlamentul European din Slovenia din 2019.

### Spania
Procesul de europenizare s-a schimbat de-a lungul anilor în Spania. În 1986, Spania a intrat în Comunitatea Europeană. De atunci, Spania a fost una dintre cele mai europeniste țări. Prin urmare, când Spania a devenit membră a Comunității Europene, țara a avut o tendință puternic pro-europeană, potrivit Eurobarometru, tendință reflectată în 60% din populație. În cazul Spaniei motivele aderării sale la Comunitatea Europeană pot fi explicate: pe de-o parte, democrație care doar ce a fost stabilită în Spania după căderea dictaturii lui Francisco Franco, pe de altă parte, principalele obiective pe care și le-a propus Spania să le atincă în ceea ce privește dezvoltarea economică, și de asemenea modernizarea socială. Spania a fost una dintre puținele țări care au votat da la referendumul pentru Constituția Europeană în febuarie 2005, deși cu un sprijin mai mic în Catalonia și Țara Bascilor.

În 2008, după ce criza economică a ajuns în Spania, procentul persoanelor care susțin UE a început să scadă. Astfel, timp de cinci ani ai crizei economice, Eurobarometrul a arătat cum încrederea în UE a început să cadă în Spania, și încrederea cetățenilor spanioli în Uniunea Europeană a scăzut cu mai mult de 50 de procente.  Spania a devenit una dintre cele mai eurosceptice țări printre toate celelalte state membre UE, așa cum s-a întâmplat în mare parte din țările europene, unde partidele naționaliste și eurosceptice au devenit mai puternice. 

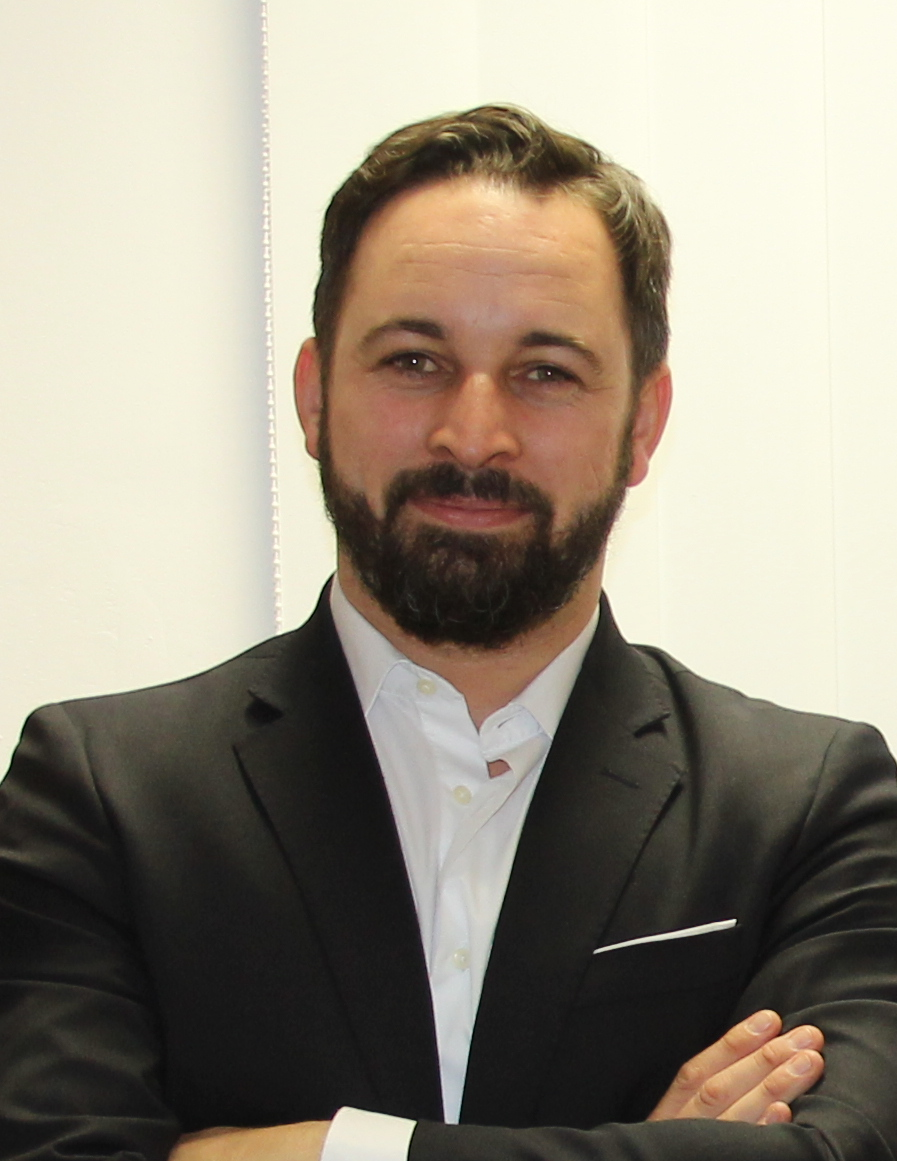
Santiago Abascal, liderul Vox

Sistemul istoric bipartid, compus din Partido Popular de orientare conservatoare și Partido Socialista Obrero Español de orientare social-democrată s-a prăbușit. În anii 2000, formațiunea liberală Ciudadanos și partidul de stânga Podemos au devenit parte din contextul politic, câștigând simpatia electoratului, urmate la câțiva ani mai târziu de partidul ultranaționalist Vox. Noile partide au fost efectul nemulțumirii în rândurile spaniolilor cu privire la politică și politicieni, care a crescut din mai multe motive: în primul rând, corupția la toate nivelurile politice, ajungând până la Familia Regală; în al doilea rând, recesiunea a intesificat neîncrederea populației în guvernul național; în al treilea rând, încercarea de reînnoire a autonomiilor regionale a crescut distanțarea dintre guvernul național și cele regionale.
Candidatura d'Unitat Popular, un partid de stânga spre extremă stânga cu 1.300 de membrii susține independența Cataloniei în afara Uniunii Europene. Până la alegerile europene din 2014, nu au existat partide spaniole prezente în grupurile eurosceptice din Parlamentul European. La alegerile generale spaniole din 2015, Podemos a devenit primul partid politic eurosceptic de stânga care a câștigat locuri în Congresul Deputaților, obținând 69 de locuri, iar la alegerile generale spaniole din 2019, Vox a devenit primul partid politic eurosceptic de extremă dreapta care a câștigat. locuri în Congresul Deputaților, obținând 24 de locuri.
La alegerile europarlamentare din 2024, Vox a reușit să intre pentru prima dată în Parlamentul European, obținând 6 mandate în timp ce o nouă formațiune de stânga spre extremă stânga desprinsă din Podemos, Sumar, a obținut 3 mandate.

### Suedia
Partidul de Stânga al Suediei este împotriva aderării la zona euro și a dorit anterior ca Suedia să părăsească Uniunea Europeană până în 2019. Noul program de partid, adaptat în 2024, este extrem de critic față de UE, dar precizează că o retragere a UE este doar o „ultimă opțiune”. Organizația lor de tineret Tineretul Stângii încă militează pentru ca Suedia să părăsească UE.
Partidul populist de dreapta Democrații Suedezi (SD) sprijină o cooperare politică, economică și militară mai strânsă cu țările nordice vecine și cu anumite țări nord-europene, dar se opune cu fermitate integrării în continuare în UE și transferurilor suplimentare ale suveranității Suediei către UE în ansamblu. Partidul este, de asemenea, împotriva aderării Suediei la zona euro, a creării unui buget militar combinat al UE și vrea să renegocieze aderarea Suediei la Acordul de la Schengen. SD dorește, de asemenea, un amendament constituțional care să impună ca toate tratatele UE să fie votate mai întâi de publicul suedez și că, dacă UE nu poate fi reformată și își asumă mai multă putere în detrimentul suveranității naționale, Suedia trebuie să iasă din bloc.
June List, o listă eurosceptică formată din membri atât din dreapta cât și din stânga politică a câștigat trei locuri la alegerile pentru Parlamentul European din 2004 și a făcut parte din grupul IND/DEM critic față de UE din Parlamentul European. Mișcarea Folkrörelsen Nej till UE favorizează retragerea din Uniunea Europeană. 
Aproximativ 75% dintre membrii Riksdag-ului reprezintă partide care susțin oficial aderarea Suediei.
La alegerile pentru Parlamentul European din 2014, Democrații Suedezi a câștigat 2 locuri cu 9,7% din voturi, în creștere cu 6,4%, iar Partidul de Stânga a ocupat un loc cu 6,3% din voturi.
La alegerile pentru Parlamentul European din 2019, Democrații Suedezi a crescut de la 2 la 3 locuri cu 15,3% din voturi, în creștere de la 9,7%, iar Partidul de Stânga și-a păstrat un singur loc cu 6,8% din voturi.
În iarna lui 2019–2020, în legătură cu solicitarea din partea țărilor membre „sărace” de creștere a taxării de membru pentru țările membre „bogate”, din motivul menținerii nivelurilor de sprijin astfel încât țările „sărace” să nu sufere după Brexit, deoarece o „țară bogată” a părăsit uniunea, și, în parte, din cauza cotizațiilor mari de membru, a crescut o dezbatere media și social media pentru un „Swexit”. Acest lucru a fost însă respins de partidele care reprezintă majoritatea parlamentului, pandemia de COVID-19 între timp a preluat rapid dezbaterea.

## În alte țări europene

### Armenia
Armenia Prosperă reprezintă principalul partid eurosceptic în Armenia. După alegerile parlamentare din 2018, partidul a obținut 26 de locuri în Adunarea Națională, devenind principalul partid de opoziție. După alegerile parlamentare din 2021, partidul și-a pierdut toate locurile din parlament și acuma este o forță extraparlamentară. Partidul a fost membru al Partidului Conservatorilor și Reformiștilor Europeni.

### Bosnia și Herțegovina
Alianța Social-Democraților Independenți este un partid politic sârb bosniac din Bosnia și Herțegovina. Fondat în 1996, este partidul de guvernământ din entitatea Bosniei și Herțegovinei numită Republica Srpska, liderul său fiind Milorad Dodik.

### Georgia
Marșul Georgian este un partid eurosceptic din Georgia. Partidul sprijină o distanțară ușoară între Georgia și Vest, precum și respingerea intrării țării în NATO.
În martie 2022, Georgia a aplicat formal pentru aderarea la UE.

### Islanda
Principalele trei partide eurosceptice din Islanda sunt Partidul Independenței, Mișcarea Stânga-Verde și Partidul Progresist. Partidul Independenței și Partidul Progresist au câștigat alegerile parlamentare din aprilie 2013 și au oprit negocierile actuale cu Uniunea Europeană privind aderarea Islandei și au depus o rezoluție parlamentară pe 21 februarie 2014 pentru a retrage complet cererea.
În 2017, noul guvern ales al Islandei a anunțat că va organiza un vot în parlament cu privire la organizarea unui referendum pentru reluarea negocierilor de aderare la UE. În noiembrie 2017, acel guvern a fost înlocuit de o coaliție formată din Partidul Independenței, Mișcarea Verde-Stânga și Partidul Progresist; toți care se opun aderării. Doar 11 din 63 de parlamentari sunt în favoarea aderării la UE.

### Moldova
Principalele partide eurosceptice din Moldova sunt Partidul Socialiștilor din Republica Moldova de stânga, care oficial declară că principalul său scop este integrarea moldovei în Uniunea Economică Euroasiatică, Șansă, Obligații, Realizări (organizație politică care a luat naștere după interzicerea Partidului ȘOR), Partidul Renaștere, și Partidul Comuniștilor din Republica Moldova, chiar dacă în prezent discursul liderului lui este mai moderat în ceea ce privește euroscepticismul. Din martie 2022, toate partidele au reprezentare în Parlamentul Republicii Moldova, cu 35 de deputați din totalul de 101.
În martie 2022, Moldova și-a depus formal candidatura pentru aderarea la UE.

### Muntenegru
Alianța Frontului Democrat de dreapta este principalul partid eurosceptic moderat din Parlamentul Muntenegrului, deși inițial a susținut declarativ cererea țării sale de aderare la Uniunea Europeană, toate celelalte partide parlamentare susțin oficial aderarea Muntenegreanului la UE. Singurele partide care susțin respingerea integrării europene a Muntenegrului sunt partidele extraparlamentare populiste de dreapta până la extrema dreaptă, cum ar fi Muntenegru Adevăratul, Partidul Radicalilor Sârbi, Partidul Democrat al Unității și Lista Sârbilor, toate patru fiind cunoscute pentru cooperare strânsă cu Frontul Democrat parlamentar.

### Norvegia
Norvegia a respins aderarea la UE la două referendumuri, îb 1972 și 1994. Partidul de Centru, Partidul Creștin Democrat, Partidul Socialist al Stângii și Partidul Liberal s-au opus aderării la UE la ambele referendumuri. Partidul Liberal a fost deosebit de divizat pe această temă, iar o mare minoritate pro-CEE s-a separat de partid înainte de referendumul din 1972. În 2020, Partidul Liberal și-a inversat oficial poziția și, de atunci, sprijină aderarea Norvegiei la UE.
Printre partidele politice consacrate din Norvegia, Partidul de Centru, Partidul Socialist al Stângii și Partidul Roșu sunt, de asemenea, împotriva aderării actuale a Norvegiei la Spațiul Economic European. În plus, Partidul Libertarian Capitalist și Creștinii de orientare conservatoare, ambele care nu au ocupat niciodată un loc în parlamentul norvegian, sunt de asemenea împotriva aderării Norvegiei la SEE.

### Rusia

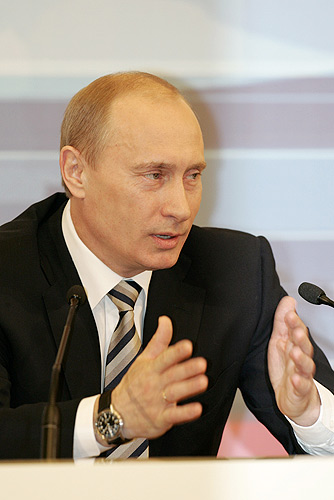
Președintele rus Vladimir Putin este un eurosceptic deschis care a promovat o Uniune Economică alternativă cu Armenia, Belarus, Kazahstan și Kârgâzstan – Uniunea Economică Eurasiatică.

Partidele cu viziuni eurosceptice sunt Rusia Unită, și partidele de opoziție Partidul Comunist al Federației Ruse și Partidul Liberal Democrat din Rusia.
În urma anexării Crimeei, Uniunea Europeană a emis sancțiuni asupra Federației Ruse ca răspuns la ceea ce ea consideră o anexare „ilegală” și „destabilizare deliberată” a unei țări suverane vecine. Ca răspuns la aceasta, Alexey Borodavkin – reprezentantul permanent al Rusiei la ONU – a declarat: „UE comite o încălcare directă a drepturilor omului prin acțiunile sale împotriva Rusiei. Sancțiunile unilaterale introduse împotriva noastră nu sunt doar ilegitime conform dreptului internațional, ci și subminează libertatea de călătorie a cetățenilor ruși, libertatea de dezvoltare, libertatea de muncă și altele”. În același an, președintele rus Vladimir Putin a spus: „Care sunt așa-zisele valori europene? menținerea loviturii de stat, preluarea armată a puterii și suprimarea disidenței cu ajutorul forțelor armate?”
Un sondaj din februarie 2014 realizat de Centrul Levada, cea mai mare organizație independentă de sondaje din Rusia, a constatat că aproape 80% dintre respondenții ruși au avut o impresie „bună” despre UE. Acest lucru s-a schimbat dramatic în 2014, odată cu criza ucraineană, 70% au avut o viziune ostilă față de UE, în comparație cu 20% au considerat-o pozitiv.
Un sondaj Levada publicat în august 2018 a constatat că 68% dintre rușii intervievați cred că Rusia trebuie să îmbunătățească dramatic relațiile cu țările occidentale. 42% dintre respondenții ruși au declarat că au o viziune pozitivă asupra UE, față de 28% în mai 2018.

### San Marino
Pe 20 octombrie 2013, în microstatul fără ieșire la mare a avut loc un referendum în care cetățenii au fost întrebați dacă țara ar trebui să depună o cerere de aderare la Uniunea Europeană. Propunerea a fost respinsă din cauza prezenței scăzute la vot, deși 50,3% dintre alegători au aprobat-o. Campania „Da” a fost susținută de principalele partide de stânga (Partidul Socialist, Stânga Unită) și Uniunea pentru Republică, în timp ce Partidul Creștin Democrat Sammarinez a sugerat votul cu vot alb, Alianța Populară s-a declarat neutră, iar Noi Sammarinezii și mișcarea RETE au susținut campania „Nu”. Directiva privind drepturile cetățenilor, care definește dreptul la liberă circulație pentru cetățenii europeni, ar fi putut fi un motiv important pentru cei care s-a votat nu.

### Serbia
În Serbia, partidele politice cu viziuni eurosceptice tind să fie de orientare de dreapta. Cele mai notabile exemple sunt partidul ultranaționalist SRS care încă de la înființare s-a opus aderării la Uniunea Europeană și partidul populist Dveri. Partidele politice, cum ar fi Partidul Democrat din Serbia (DSS), au avut opinii pro-occidentale și au susținut inițial aderarea la Uniunea Europeană, dar sub conducerea lui Vojislav Koštunica de la sfârșitul anilor 2000 au devenit eurosceptice, și partidul politic Destul e Destul ( DJB), inițial un partid liberal de centru care a susținut și aderarea s-a întors spre poziția eurosceptică de dreapta la scurt timp după 2018.
Din punct de vedere istoric, Partidul Socialist din Serbia (SPS) și Stânga Iugoslavă (JUL) au fost singurele două partide politice de stânga care au impus opinii eurosceptice și anti-occidentale. Coaliția de guvernământ din Serbia, Pentru Copiii Noștri, care are o orientare predominant pro-europeană, este, de asemenea, compusă din două partide eurosceptice mici, Partidul Popular Sârb de dreapta care pledează pentru legături mai strânse cu Rusia și pe partea stângă, Mișcarea Socialiștilor care a fost formată ca după ruptura unei aripi eurosceptice de SPS în anii 2000.

Alte partide politice minore din Serbia care au opinii eurosceptice sunt Serbia Sănătoasă, Mișcarea pentru Libertatea Poporului, Partidul Rus, Dragoste, Credință, Speranță, Partidul Sârb Păstratorii Jurământului, Dreptul Sârb și Mișcarea Leviatan.

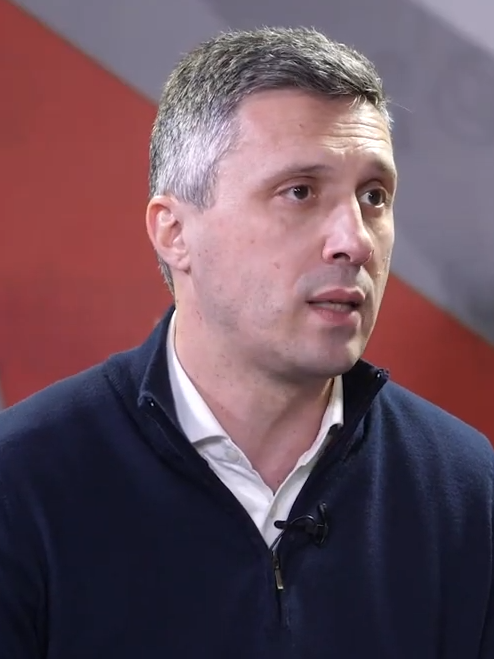
Politicianul sârb Boško Obradović, un eurosceptic proeminent

### Elveția
Elveția este de mult cunoscută pentru neutralitatea sa în politica internațională. Alegătorii elvețieni au respins aderarea la SEE în 1992, iar aderarea la UE în 2001. În ciuda promovării mai multor referendumuri care cereau relații mai strânse între Elveția și Uniunea Europeană, cum ar fi adoptarea de tratate bilaterale și aderarea la Spațiul Schengen, un al doilea referendum pentru aderarea la SEE sau la UE nu este așteptată, iar publicul larg rămâne împotriva aderării.
În februarie 2014, alegătorii elvețieni au aprobat cu strictețe un referendum care limitează libertatea de circulație a cetățenilor UE la Elveția.
Partidele politice eurosceptice includ Partidul Popular Elvețian, care este cel mai mare partid politic din Elveția, cu 29,4% din votul popular la alegerile federale din 2015. Partidele eurosceptice mai mici includ, dar nu se limitează la, Uniunea Federală Democrată, Liga Ticino și Mișcarea Cetățenilor de la Geneva, toate fiind considerate partide de dreapta.
În plus, Campania pentru o Elveție independentă și neutră este o organizație politică din Elveția care se opune ferm aderării Elveției sau integrării ulterioare în Uniunea Europeană.
La nivel regional, majoritatea vorbitoare de limbă germană, precum și zonele de limbă italiană sunt cele mai eurosceptice, în timp ce Elveția francofonă tinde să fie mai pro-europeană. La referendumul din 2001, majoritatea vorbitorilor de limbă franceză au votat împotriva aderării la UE. Potrivit unui sondaj din 2016 realizat de M.I.S Trend și publicat în L'Hebdo, 69% din populația elvețiană susține controalele sistematice la frontieră, iar 53% doresc restricții privind acordul UE privind libera circulație a popoarelor și 14% doresc să fie complet abolit. 54% din populația elvețiană a spus că, dacă va fi necesar, vor păstra în cele din urmă libertatea de mișcare de acord a oamenilor.

### Turcia
Principalele două partide eurosceptice sunt partidul ultranaționalist de extremă dreaptă, Partidul Mișcarea Naționalistă (MHP), care a obținut 11,1% din voturi și 49 de locuri în Parlament la ultimele alegeri, și Partidul Fericirii (Saadet Partisi), Partidul Islamist Sunit de extremă dreapta, care nu are mandate în Parlament, deoarece la ultimele alegeri a obținut doar 0,7% din voturi, cu mult sub pragul de 10% necesar pentru a fi reprezentat în Parlament.
Multe partide naționaliste de stânga și de extremă stângă nu dețin locuri în parlament, dar controlează multe mișcări de activiști și studenți din Turcia. Partidul Patriotic (anterior numit Partidul Muncitorilor) consideră Uniunea Europeană drept un lider al imperialismului global.
Fondat pe 26 august 2021 sub conducerea lui Ümit Özdağ, Partidul Victoriei este un partid politic naționalist și antiimigranți turc. Este reprezentat de doi deputați în Marea Adunare Națională a Turciei. "Uniunea Europeană nu vrea să negocieze cu Turcia. Nu vom mai umili Turcia" a declarat Özdağ.

### Ucraina

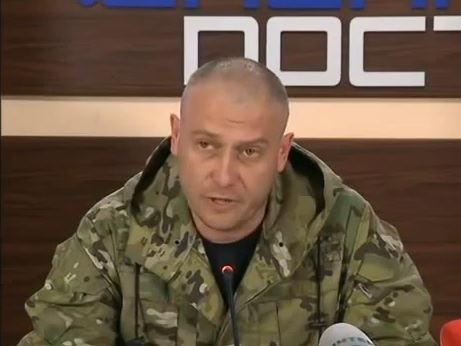
Dmytro Yarosh, lider al partidului eurosceptic dur ucrainean Sectorul de Dreapta

Partidele eurosceptice sunt Platforma Opoziției - Pentru Viață, Blocul Opoziției, Partidul lui Shariy și Sectorul de Dreapta.
Grupul de extremă dreapta Sectorul de Dreapta se opună aderării la Uniunea Europeană. Consideră UE ca un „opresor” al țărilor europene.
La alegerile parlamentare din 2019 Platforma Opoziției - Pentru Viață a câștigat 37 de mandate pe listele de la nivel național și 6 locuri pe listele de circumscripție.
Liderul Partidului lui Shariy, Anatoly Sharly este unul dintre cele mai apropiate partide asociate cu Viktor Medvedchuk, pe care serviciile speciale ale Ucrainei îl suspectează de finanțarea terorismului.

### Regatul Unit

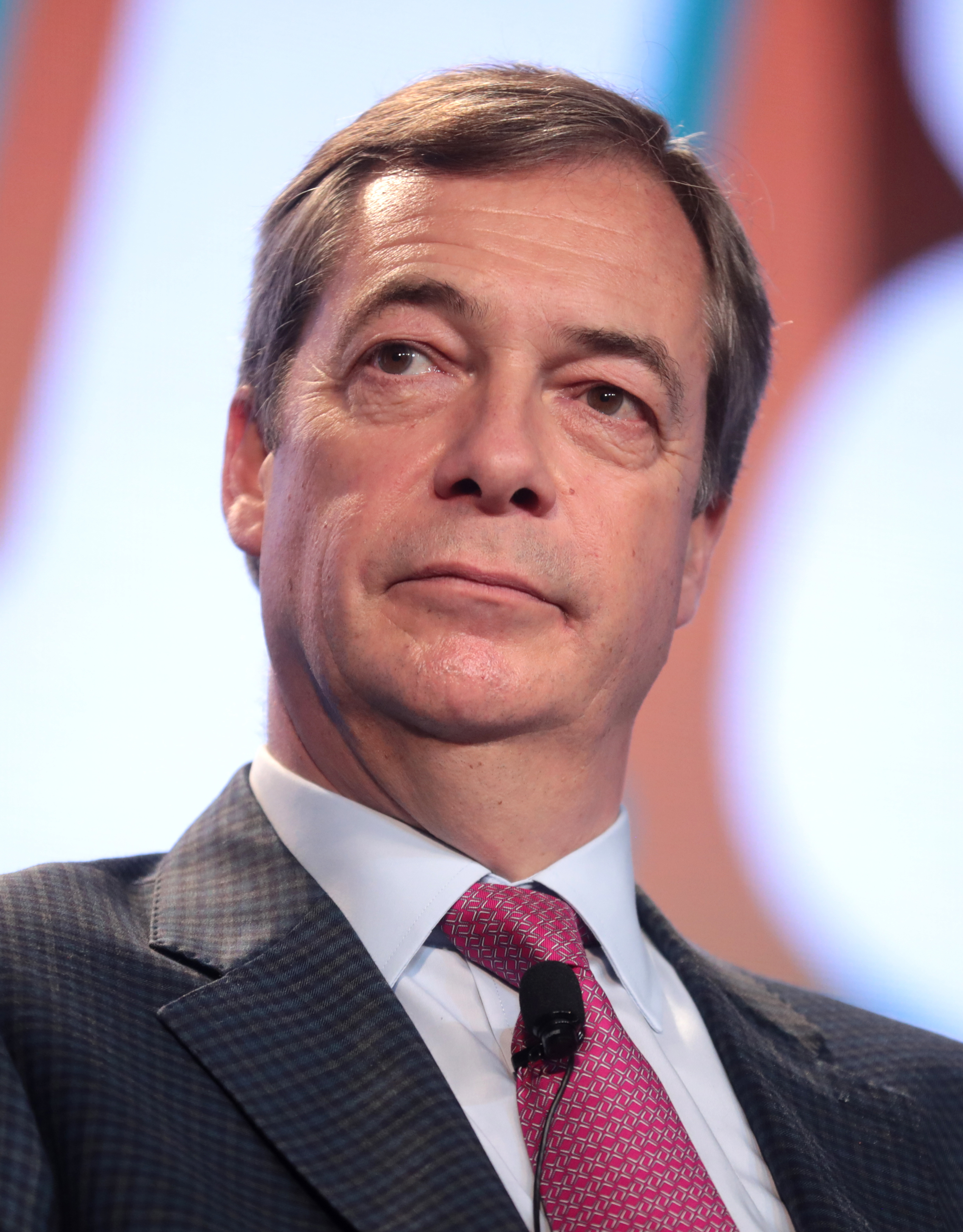
Nigel Farage, fostul lider al UKIP și actualul lider al Reform UK și fost co-lider al grupului Europa Libertății și Democrației Directe din Parlamentul European. Farage este una dintre cele mai proeminente figuri eurosceptice din Marea Britanie.

Euroscepticismul în Regatul Unit a fost mic, dar un element semnificativ în politic britanică încă de la fondarea Comunității Europene (CEE), predecesorul UE. Cu izolarea sa relativ geografică în Insulele Britanice  de restul Europei, politica de aderare și integrare europeană a rămas o prioritate mult mai mică decât politica internă națională. După referendumul pentru aderarea la Comunitatea Europeană din 1975, problema euroscepticismului pe scena politică retrogradată într-o problemă marginală a extremităților spectrului politic din stânga dură și dreapta dură. Uniunea Europeană împarte puternic publicul britanic, partidele politice, media și societatea civilă.
Istoric Partidul Conservator și-a exprimat sentimente împărțite cu privire la problema aderării la UE, poziția oficială schimbându-se, conducerea partidului și deputații individuali din cadrul partidului favorizând în mod diferit retragerea totală și rămânerea în UE, în timp ce alții au adoptat o poziție de euroscepticism moderat fiind susținând calitatea de membru, dar s-a opus aderării la zona euro și urmăririi integrării în continuare. Până în anii 1980, Partidul Conservator a fost ceva mai pro-UE decât Partidul Laburist: spre exemplu, în 1971 Camera Comunelor a votat dacă Regatul ar trebui să se alăture Comunității Economice Europene, doar 39 din cei 330 de deputați conservatori opunându-se aderării.
Când Margaret Thatcher a venit la putere ca prim-ministru în 1979, poziția Partidului Conservator privind CEE (mai târziu UE) a început să se schimbe substanțial devenind mult mai sceptică, făcând astfel campanie împotriva creșterii puterilor sale. Thatcher a fost văzută ca „mama spirituală” a euroscepticismului – deși nu a susținut niciodată separarea în timp ce era premier, imaginând un loc mai puțin integrat în UE, dar rămânând totuși membru – și a devenit una dintre cele mai importante voci eurosceptice din Regatul Unit prin anii 1990, schimbând în cele din urmă viziunea conservatorilor asupra UE. În 2009 Partidul Conservator a făcut o campanie activă împotriva Tratatului de la Lisabona, care se crede că ar ceda suveranitatea prea mult către Bruxelles. Secretarul de Externe al guvernului din umbră (Shadow Cabinet), William Hague, a declarat că, în cazul în care tratatul ar fi în vigoare până la momentul viitorului guvern conservator, el "nu va lăsa lucrurile să se odihnească acolo".
Deși adesea asociat cu a fi o cauză majoră a extremei drepte politice la sfârșitu secolului 20, începutul secolului 21, în timp ce Partidul Laburist contemporan susține aderarea la UE, au existat politicieni eurosceptici notabili din extrema stângă a politicii britanice, cum ar fi fostul ministru laburist din anii 1970, Tony Benn, care a avut o opoziție de durată față de apartenența britanică la UE pe tot parcursul carierei sale. Alți parlamentari laburiști care au susținut sentimentele eurosceptice și retragerea britanică au inclus Kate Hoey, Frank Field, Graham Stringer, Ian Austin, Tom Harris, Gisela Stuart și Austin Mitchell. Alte figuri de stânga l-au inclus pe George Galloway și pe sindicalistul socialist Arthur Scargill, care au susținut ambii ruptura Marii Britanii de Uniunea Europeană.
Partidul de extremă dreapta UK Independence Party (UKIP) a fost înființat cu scopul specific de a susține secesiunea unilaterală a Regatului Unit de Uniunea Europeană (Brexit) încă de la înființarea sa în 1993.  UKIP a rămas la marginea politicii și a câștigat doar un loc la alegerile generale pentru Camera Comunelor în parlament în 2015. A avut un sprijin mai puternic, dar foarte localizat, în politica locală în zone solide ale clasei muncitoare, câștigând 163 de consilieri la autoritățile locale din aceste zone, dar nicăieri suficient de aproape pentru a obține o majoritate în orice consiliu.  Până în 2014, a câștigat doar un număr mic de locuri în Parlamentul European, în principal din cauza apatiei publice față de votul la alegerile europarlamentare, reprezentată de o prezență foarte scăzută la vot. O prăbușire în sprijinul tuturor celor trei partide politice majore în 2014, a dus ca UKIP să obțină 27,5% din voturi la alegerile pentru Parlamentul European, în principal în mediul rural din Anglia și într-un grad mai mic în Țara Galilor.
După alegerile generale fără dezondământ din 2010, rezultate într-un parlament fragmentat, problema apartenenței la UE a rămas o prioritate scăzută pe agenda politică – în linii mari o non-problemă. Cu toate acestea, partidul cu cel mai mare număr de locuri în parlamentul din 2010 a fost Partidul Conservator, care a fost profund afectat de problemă fiind condus de o conducere pro-europeană în general, dar cu un număr mare de backbenchers eurosceptici foarte gălăgioși.  După un compromis politic, liderul partidului David Cameron din poziția sa slabă a fost constrâns să accepte un angajament politic pentru un referendum privind apartenența la UE.
Formând o coaliție cu Partidul Liberal Democrat, puternic pro-UE, conservatorii au renunțat la angajamentul privind referendumul apartenenței la UE pe care Cameron nu a dorit niciodată să-l implementeze în primul rând. Din punct de vedere politic, UE a rămas o problemă marginală, cu excepția conservatorilor zgomotoși populiști alimentați de presa scrisă de dreapta – în frunte cu The Daily Telegraph, The Daily Mail și The Sun — care au menținut problema activă și să fiarbă.
Până în 2015, sprijinul pentru liberal-democrați s-a prăbușit – așa cum este tipic pentru partidul partener dintr-un guvern de coaliție – deoarece susținătorii lor de centru-stânga au votat de obicei împotriva conservatorilor.  La alegerile generale din 2015, acest vot pentru liberal-democrați s-a prăbușit și a dus la o victorie surprinzătoare a conservatorilor, notabilă și pentru Cameron, deoarece sondajele la nivel național preziceau în mod constant un nou parlament fragmentat.
Conservatorii au adus înapoi angajamentul referendumului privind apartenența la UE pentru 2014 și Cameron, apoi Cameron a constatat, spre regretul său, că va trebui să-și îndeplinească acest angajament. După ce a reușit să înfrângă referendumul pentru independența Scoției față de Regatul Unit și victoria surpriză în alegerile generale, l-a încurajat pe Cameron să scoată angajamentul mai devreme decât mai târziu – perspectiva că acest angajament pentru referendum să atârne asupra guvernului părea mai proastă. Într-un efort de a reduce euroscepticismul, Cameron a căutat și a câștigat de la UE o renegociere favorabilă a condițiilor de aderare pentru a aduce Marii Britanii mai multe beneficii din partea UE decât o acțiune legată de referendum.
Pentru referendumul privind apartenența la UE din 23 iunie 2016, deși conservatorii nu au avut o poziție politică oficială cu privire la acesta, liderul partidului Cameron a fost categoric în favoarea rămânerii în UE – deși odată cu renegocierea condițiilor de membru s-a câștigat puțin kilometraj politic - iar partidul a rămas profund scindat, așa cum a fost întotdeauna.
Politica oficială a Partidului Laburist a rămas pentru sprijinul rămânerii în UE, deși cu liderul de partid Jeremy Corbyn și susținătorii săi din organizația Momentum au luat slab apărarea împotriva rupturii. De când a fost ales pentru prima dată în 1984 ca un adept ferm al euroscepticului lui Tony Benn și a aripii sale de extremă stânga, Corbin a susținut personal pe tot parcursul mandatului său ca deputat laburist și a sugerat la începutul campaniei că va lua în considerare retragerea contrar politicii oficiale a partidului. Liberal Democrații a fost cel mai categoric partid pro-UE, și încă de la referendum, pro-europenismul a fost politica sa majoră.
Rezultatele referendumului au arătat un vot per total pentru ieșirea din UE, spre deosebire de a rămâne membru UE, cu 51,9% la 48,1%, cu o prezență de 72,2%. Votul a fost împărțit între țările constituente ale Regatului Unit, majoritatea votând pentru ruptură în Anglia și Țara Galilor, iar o majoritatea semnificativă în Scoția și Irlanda de Nord, precum și cu un procent copleșitor de 96% în Gibraltar (teritoriu britanic de peste mări), au votat pentru rămânerea în UE. Ca rezultat, guvernul Regatului Unit a notificat UE privind intenția sa de retragere pe 29 martie 2017 prin invocarea articolului 50 al Tratatului de la Lisabona.
Pe 12 aprilie 2019, un nou partid eurosceptic, Partidul Brexit a fost oficial lansat de fostul lider al UKIP Nigel Farage.
La alegerile europarlamentare din 2019, Partidul Brexit a câștigat votul la nivel național cu 31,7% obținând 29 de locuri printr-o campanie care a urmărit o singură politică și anume ieșirea din UE, pe locul al doilea clasându-se Liberal Democrații cu 18,5% din voturi și 16 locuri care au promovat în sine ca partid rămânerea (votul total pentru partidele care susțin Remain a fost aproximativ același cu cel pentru partidele care susțin un Brexit „fără acord”). Partidul Conservator a suferit cea mai mică cotă de voturi la nivel național, de 9,1%, cu doar 4 locuri în urma a trei ani de negocieri nereușite ale lui Theresa May pentru Brexit. Poziția ambiguă a Partidului Laburist cu privire la Brexit – Corbyn a acceptat cu ușurință rezultatul, dar cea mai mare parte a partidului s-a opus – astfel încât cota lor de vot a scăzut semnificativ la 14,1%, ceea ce a dus la pierderea a jumătate din locuri, de la 20 la 10 odată cu prăbușirea departe de sprijinul său principal din marile orașe din Marea Britanie, în special Londra, care este pro-UE. Creșterea rapidă a Partidului Brext a fost un factor contribuitor – pe lângă faptul că nu poate parcurge o cale agreabilă între un Brexit „soft” sau „dur”, chiar și în cadrul propriului partid, cu atât mai puțin în Parlament – pentru Theresa May care a anunțat-o pe 24 mai că va demisiona din funcția de lider și prim-ministru al conservatorilor pe 7 iunie 2019. După alegeri, caucusul eurosceptic al conservatorilor denumit Blue Collar Conservative au format un grup de deputați.
În urma alegerii lui lui Boris Johnson ca lider în 2019, noul cabinet al conservatorilor a devenit un susținător puternic al retragerii Regatului Unit din Uniunea Europeană, iar platforma sa a fost schimbată pentru a sprijini în unanimitate retragerea din UE și a existat o campanie sistematică de epurare prin deselectarea tuturor deputaților și candidaților pro-europeni din partid pentru alegerile generale din 2019, în care Partidul Conservator a adoptat o platformă clară de Brexit „dură” în manifestul său.
Pe 23 ianuarie 2020, parlamentul Regatului Unit a ratificat retragerea din Uniunea Europeană printr-un acord, care a fost ratificat de Parlamentul European pe 30 ianuarie. Pe 31 ianuarie, Regatul Unit oficial a părăsit Uniunea Europeană după 47 de ani. În timpul perioade de tranziție până pe 31 decembrie 2020, Regatul a urmărit în continuare regulile UE și a continuat comerțul liber și circulația liberă pentru cetățenii Uniunii Europene.

## Countra-critică
Ben Chu, scriind pentru The Independent, a argumentat împotriva noțiunii de stânga conform căreia UE este o organizație neoliberală, subliniind „niveluri ridicate de protecție socială, companii feroviare de stat, utilități și bănci naționalizate, diverse controale ale prețurilor și intervenții industriale”.